# I Puffi (fumetto)
I Puffi (Les Schtroumpfs, [lɛ ʃtʁumf]) è una serie a fumetti belga creata dal fumettista Peyo. I protagonisti che danno il titolo alla serie sono apparsi precedentemente in John e Solfamì nel 1958. Sono stati realizzati 42 album a fumetti, 16 dei quali creati da Peyo. In origine le storie dei Puffi apparivano sulla rivista francese Spirou con ristampe in diverse testate, ma dopo che Peyo ha lasciato l'editore Dupuis, molti fumetti furono pubblicati per la prima volta su riviste francesi, olandesi e tedesche dedicate ai Puffi. Al 2008, i fumetti dei Puffi sono stati tradotti in 25 lingue diverse e sono stati venduti circa 25 milioni di albi.

## Storia editoriale
Peyo inventa i personaggi dei Puffi come comprimari della sua serie a fumetti "Johan & Pirlouit" (in Italia John & Solfami), pubblicata su Le Journal de Spirou dal 1952. Dopo la loro prima apparizione, avvenuta nel 1958 nella storia La flûte à six trous (in seguito ripubblicata come La flûte à six schtroumpfs), il successo dei piccoli ometti blu è tale che nel 1959 dal n. 1107 de Le Journal de Spirou si guadagnano una serie tutta loro, con storie brevi pubblicate sotto forma di mini albi. In seguito le prime avventure verranno ridisegnate con una veste grafica che renderà i personaggi più aggraziati. Le storie diventeranno più lunghe e verranno ripubblicate per intero in versione cartonata. In Italia, il primo adattamento è ad opera dell'editore Dardo a partire dal 1963 sul giornalino "Tipitì". "Johan & Pirlouit" diventano "Rolando e Tipitì" mentre gli "Schtroumpfs" vengono chiamati "Strunfi". Il nome "Puffi" apparirà nel 1965 solo grazie alla nuova edizione delle storie sul Corriere dei piccoli.
La produzione di Peyo sarà lenta a causa dell'inaspettato successo che lo travolge, costringendolo suo malgrado ad abbandonare la serie di John e Solfami (che resta comunque la sua preferita) per dare maggiore spazio ai Puffi e al merchandising che ne consegue.
La fama raggiungerà un livello mondiale solo negli anni '80, grazie alla produzione americana dei cartoni animati di Hanna & Barbera per ben 9 stagioni, che all'inizio prenderanno spunto dalle prime storie originali a fumetti per poi snaturare gradualmente significato e ambientazioni con l'introduzione di nuovi personaggi, alcuni dei quali verranno subito riadattati anche su carta.
Dopo la scomparsa di Peyo, avvenuta nel 1992, il figlio Thierry Culliford decide di proseguire l'opera del padre con nuove storie inedite di cui cura la sceneggiatura, mentre sua madre Nine continua ad occuparsi della colorazione delle tavole.. Oltre alla serie classica, uniformata con storie da 46 tavole a cadenza annuale, vengono raccolte e ristampate in varie collane le avventure brevi da 1 striscia, 1, 4 o 8 tavole già pubblicate su riviste. Nel 2017, a seguito dell'uscita nelle sale del film I Puffi - Viaggio nella foresta segreta, viene inaugurata la nuova serie "Les Schtroumpfs et le Village des Filles", il cui primo numero, intitolato "La Forêt interdite" è pubblicato anche in Italia col titolo "I Puffi e la foresta proibita".

### Serie classica
Gli albi che contengono più storie prendono il titolo dal nome della prima storia pubblicata sull'albo.
| Numero tomo | Titolo originale | Titoli italiani                       | Edizione in albo | Pubblicazioni italiane | Testi                                                                           | Disegni |
| 1 | |                                       | | |                                                                                 |         |
| --- | --- | ------------------------------------- | --- | --- | ------------------------------------------------------------------------------- | ------- |
| 1 | Les Schtroumpfs noirs | I Puffi neri                          | Dupuis, 1963 | - Corriere dei Piccoli, n. 31-41, 1964 - Albi Sprint n. 1, 1970 - Storie di Puffi n. 1 , cartonato ed. Salani, 1979 - Storie di Puffi n. 2 , brossurato ed. Salani, 1980 - Il Giornalino n. 44-45, 1982 - Storie Puffe n. 3, Libri per ragazzi Mondadori, 1993 - I classici di Repubblica Serie Oro n.46, 2005 - I Puffi n. 1, ed. Planeta DeAgostini, 2007 - I Puffi L'integrale 1, ed. RW Lineachiara, 2013 - I Puffi n. 1, ed. La Gazzetta dello Sport/RW, 2017                                             | Yvan Delporte, Peyo                                                             | Peyo    |
| 1 | Note: prima versione formato mini-albo di 42 tavole pubblicata in Spirou n.1107 del 2 luglio 1959, ridisegnata in 20 tavole per l'edizione in albo. |                                       | | |                                                                                 |         |
| 1 | Trama: Puffo Pigrone diventa nero e aggressivo dopo essere stato morso dalla mosca Nenè. Saltando e pronunciando solo la parola Gnap, cerca di mordere tutti i Puffi per farli diventare come lui. Grande Puffo cerca un antidoto prima che la sua razza scompaia per sempre. |                                       | | |                                                                                 |         |
| 1 | Le Schtroumpf volant | Il Puffo volante                      | Dupuis, 1963 | - Corriere dei Piccoli, n. 43-01, 1964-65 - Albi Sprint n. 1, 1970 - Storie di Puffi n. 1, cartonato ed. Salani, 1979 - Storie di Puffi n. 6, brossurato ed. Salani, 1980 - Il Giornalino n. 1-3, 1983 - I Puffi n. 10 - Mensile ed. Edigamma, 1991 - Storie Puffe n. 9, Libri per ragazzi Mondadori, 1994 - I classici di Repubblica Serie Oro n.46, 2005 - I Puffi n. 1, ed. Planeta DeAgostini, 2007 - I Puffi L'integrale 1, ed. RW Lineachiara, 2013 - I Puffi n. 1, ed. La Gazzetta dello Sport/RW, 2017 | Yvan Delporte, Peyo                                                             | Peyo    |
| 1 | Note: prima pubblicazione su Spirou n.1303 del 4 aprile 1963. Si compone di 20 tavole. |                                       | | |                                                                                 |         |
| 1 | Trama: Un Puffo sogna di poter volare e prova a farlo con tutti i mezzi che ha a disposizione. |                                       | | |                                                                                 |         |
| 1 | Le voleur de Schtroumpfs | Il ladro di Puffi; Il Puffo in gabbia | Dupuis, 1963 | - Corriere dei Piccoli, n. 32-41, 1965 - Albi Sprint n. 3, 1970 - Storie di Puffi n. 1, cartonato ed. Salani, 1979 - Storie di Puffi n. 2, brossurato ed. Salani, 1980 - Il Giornalino n. 14-16, 1983 - Storie Puffe n. 3, Libri per ragazzi Mondadori, 1993 - I Puffi n. 1, ed. Planeta DeAgostini, 2007 - I Puffi L'integrale 1, ed. RW Lineachiara, 2013 - I Puffi n. 1, ed. La Gazzetta dello Sport/RW, 2017                                                                                               | Yvan Delporte, Peyo                                                             | Peyo    |
| 1 | Note: prima versione formato mini-albo di 42 tavole pubblicata in Spirou n.1130 del 10 dicembre 1959, ridisegnata in 20 tavole per l'edizione in albo. Segna la prima apparizione di Gargamella e Birba.                                                                      |                                       | | |                                                                                 |         |
| 1 | Trama: Lo stregone Gargamella legge la formula della pietra filosofale che permette di mutare i metalli in oro, ma tra gli ingredienti c'è anche un Puffo. Non gli resta che disseminare la foresta di trappole per provare a catturarne uno.                                 |                                       | | |                                                                                 |         |
| 2 | |                                       | | |                                                                                 |         |
| Le Schtroumpfissime | Il Puffissimo; Il Re Puffo | Dupuis, 1965                          | - Corriere dei Piccoli, n. 19-38, 1968 - Albi Sprint n. 4, 1971 - Storie di Puffi n. 2, cartonato ed. Salani, 1979 - Storie di Puffi n. 3, brossurato ed. Salani, 1980 - Il Giornalino n. 7-13, 1983 - Storie Puffe n. 7, Libri per ragazzi Mondadori, 1994 - I Puffi n. 3, ed. Planeta DeAgostini, 2007 - I Puffi L'integrale 1, ed. RW Lineachiara, 2013 - I Puffi n. 2, ed. La Gazzetta dello Sport/RW, 2017 | Yvan Delporte, Peyo | Peyo                                                                            |         |
| Note: prima pubblicazione a puntate su Spirou dal n.1378 del 10 settembre 1964 al n.1414 del 20 maggio 1965. Si compone di 40 tavole. | |                                       | | |                                                                                 |         |
| Trama: Mentre Grande Puffo è lontano, al villaggio viene eletto un nuovo leader che, una volta al potere, si veste da re e stabilisce una dittatura militare che spinge alcuni Puffi alla ribellione. | |                                       | | |                                                                                 |         |
| Schtroumpfonie en Ut | Puffosinfonia in Do; Puffonia in Do; L'orchestra dei Puffi; Sinfonipuffa in Do; Puffasinfonia in Do | Dupuis, 1965                          | - Corriere dei Piccoli, n. 8-17, 1967 - Albi Sprint n. 6, 1970 - Storie di Puffi n. 2, cartonato ed. Salani, 1979 - Linea Puffi (I serie, I ed. AMZ - Logo Canale 5) n. 2, 1982 - Linea Puffi (I serie, II ed. AMZ - Logo Italia 1) n. 2, 1983 - Il Giornalino n. 17-20, 1983 - I Puffi n. 1 - ed. Edigamma, 1986 - I Puffi n. 3 - Mensile ed. Edigamma, 1991 - Storie Puffe n. 16, Libri per ragazzi Mondadori, 1994 - I Puffi n. 3, ed. Planeta DeAgostini, 2007 - I Puffi L'integrale 1, ed. RW Lineachiara, 2013 - I Puffi n. 2, ed. La Gazzetta dello Sport/RW, 2017 | Yvan Delporte, Peyo | Peyo                                                                            |         |
| Note: prima pubblicazione a puntate su Spirou dal n.1339 del 12 dicembre 1063 al n.1351 del 5 marzo 1964. Si compone di 20 tavole. | |                                       | | |                                                                                 |         |
| Trama: Grande Puffo vuole formare un'orchestra e tutti i Puffi fabbricano il proprio strumento. Il Puffo Stonato viene allontanato dagli altri e nella foresta attira l'attenzione di Gargamella che, travestito da fatina, gli dona un "turlusifone", ovvero una trombetta magica che emette solo suoni melodiosi. In realtà si tratta di un inganno del mago che riesce ad addormentare tutto il villaggio. | |                                       | | |                                                                                 |         |
| 3 | |                                       | | |                                                                                 |         |
| La Schtroumpfette | La Puffina; La Puffetta | Dupuis, 1967                          | - Corriere dei Piccoli, n. 18-37, 1967 - Albi Sprint n. 6, 1971 - Storie di Puffi n. 7, cartonato ed. Salani, 1979 - Il Giornalino n. 22-28, 1983 - Linea Puffi (II ed. AMZ - Logo Italia 1) n. 1, 1984 - I Puffi n. 6 - Mensile ed. Edigamma, 1991 - Storie Puffe n. 1, Libri per ragazzi Mondadori, 1993 - I classici di Repubblica Serie Oro n.46, 2005 - I Puffi n. 4, ed. Planeta DeAgostini, 2008 - I Puffi L'integrale 1, ed. RW Lineachiara, 2013 - I Puffi n. 4, ed. La Gazzetta dello Sport/RW, 2017                                                            | Yvan Delporte, Peyo | Peyo                                                                            |         |
| Note: prima pubblicazione a puntate su Spirou dal n.1459 del 31 marzo 1966 al n. 1484 del 22 settembre 1966. Si compone di 40 tavole. | |                                       | | |                                                                                 |         |
| Trama: Gargamella crea una Puffetta che invia nel villaggio per portare scompiglio tra i Puffi. | |                                       | | |                                                                                 |         |
| La faim des Schtoumpfs | La fame dei Puffi | Dupuis, 1967                          | - Corriere dei Piccoli, n. 11-18, 1968 - Albi Sprint n. 1, 1971 - Storie di Puffi n. 7, cartonato ed. Salani, 1979 - Il Giornalino n. 51, 1982 - Linea Puffi (I serie, I ed. AMZ - Logo Canale 5) n. 5, 1982 - Linea Puffi (I serie, II ed. AMZ - Logo Italia 1) n. 5, 1983 - I Puffi n. 5 - Mensile ed. Edigamma, 1991 - Storie Puffe n. 13, Libri per ragazzi Mondadori, 1994 - I Puffi n. 4, ed. Planeta DeAgostini, 2008 - I Puffi L'integrale 1, ed. RW Lineachiara, 2013 - I Puffi n. 4, ed. La Gazzetta dello Sport/RW, 2017                                       | Yvan Delporte, Peyo | Peyo con François Walthéry e Gos                                                |         |
| Note: prima versione formato mini-albo di 42 tavole pubblicata in Spirou n.1235 del 14 dicembre 1961, ridisegnata in 20 tavole e pubblicata a puntate in Spirou dal n.1496 del 15 dicembre 1966 al n. 1500 del 12 gennaio 1967. | |                                       | | |                                                                                 |         |
| Trama: Durante l'inverno i Puffi rimangono senza provviste e sono costretti ad abbandonare il villaggio alla ricerca di cibo. Arriveranno in un castello in cui faranno la conoscenza di un uomo al quale forniranno il proprio aiuto. | |                                       | | |                                                                                 |         |
| 4 | |                                       | | |                                                                                 |         |
| L'œuf et les Schtroumpfs | L'uovo e i Puffi; L'uovo magico; L'uovo dei Puffi; I Puffi e l'uovo magico | Dupuis, 1968                          | - Corriere dei Piccoli, n. 11-24, 1969 - Storie di Puffi n. 3, cartonato ed. Salani, 1979 - Storie di Puffi n. 4, brossurato ed. Salani, 1980 - Il Giornalino n. 14-16, 1983 - Storie Puffe n. 5, Libri per ragazzi Mondadori, 1993 - I Puffi n. 5, ed. Planeta DeAgostini, 2008 - I Puffi L'integrale 1, ed. RW Lineachiara, 2013 - I Puffi n. 6, ed. La Gazzetta dello Sport/RW, 2017 | Yvan Delporte, Peyo | Peyo con Gos e Lucien De Gieter                                                 |         |
| Note: prima versione formato mini-albo di 46 tavole pubblicata in Spirou n.1147 del 7 aprile 1960, ridisegnata in 20 tavole e pubblicata a puntate in Spirou dal n.1447 del 6 gennaio 1956 al n.1456 del 10 marzo 1966. | |                                       | | |                                                                                 |         |
| Trama: Due Puffi portano un uovo al villaggio, ma non riuscendo a romperlo, scoprono presto che si tratta di un oggetto magico che esaudisce i desideri. Ciò porta un enorme scompiglio con conseguenze disastrose come trasformazioni mostruose, un Puffo gigante, un Puffo-salsiccia e tre falsi Grandi Puffi... | |                                       | | |                                                                                 |         |
| Le faux Schtroumpf | Il falso Puffo | Dupuis, 1968                          | - Corriere dei Piccoli, n. 39-48, 1968 - Albi Sprint n. 9, 1971 - Storie di Puffi n. 3, cartonato ed. Salani, 1979 - Storie di Puffi n. 4, brossurato ed. Salani, 1979 - Il Giornalino n. 29-31, 1983 - Storie Puffe n. 5, Libri per ragazzi Mondadori, 1993 - I Puffi n. 5, ed. Planeta DeAgostini, 2008 - I Puffi L'integrale 2, ed. RW Lineachiara, 2014 - I Puffi n. 6, ed. La Gazzetta dello Sport/RW, 2017 | Yvan Delporte, Peyo | Peyo con Gos e François Walthéry                                                |         |
| Note: prima versione formato mini-albo di 42 tavole pubblicata in Spirou n.1211 del 29 giugno 1961, ridisegnata in 20 tavole e pubblicata a puntate in Spirou dal n.1525 del 6 luglio 1967 al n.1530 del 10 agosto 1967. | |                                       | | |                                                                                 |         |
| Trama: Gargamella si trasforma in un Puffo e riesce ad intrufolarsi nel villaggio. | |                                       | | |                                                                                 |         |
| Le centième Schtroumpf | Il centesimo Puffo | Dupuis, 1968                          | - Corriere dei Piccoli, n. 50-03, 1969-70 - Storie di Puffi n. 3, cartonato ed. Salani, 1979 - Storie di Puffi n. 6, brossurato ed. Salani, 1980 - Il Giornalino n. 32-35, 1983 - Storie Puffe n. 11, Libri per ragazzi Mondadori, 1994 - I Puffi n. 5, ed. Planeta DeAgostini, 2008 - I Puffi L'integrale 2, ed. RW Lineachiara, 2014 - I Puffi n. 6, ed. La Gazzetta dello Sport/RW, 2017 | Yvan Delporte, Peyo | Peyo con Gos e François Walthéry                                                |         |
| Note: prima versione formato mini-albo di 42 tavole pubblicata in Spirou n.1244 del 15 febbraio 1962, ridisegnata in 20 tavole per l'edizione in albo. | |                                       | | |                                                                                 |         |
| Trama: Il riflesso nello specchio del Puffo Vanitoso prende vita e diventa il centesimo Puffo. | |                                       | | |                                                                                 |         |
| 5 | |                                       | | |                                                                                 |         |
| Les Schtroumpfs et le cracoucass | I Puffi e l'uccello mostro; Il Beccapuffi; I Puffi e il Beccapuffi | Dupuis, 1969                          | - Corriere dei Piccoli, n. 6-17, 1970 - Storie di Puffi n. 5, cartonato ed. Salani, 1979 - Storie di Puffi n. 7, brossurato ed. Salani, 1980 - Il Giornalino n. 12-18, 1984 - Storie Puffe n. 12, Libri per ragazzi Mondadori, 1994 - I classici di Repubblica Serie Oro n.46, 2005 - I Puffi n. 6, ed. Planeta DeAgostini, 2008 - I Puffi L'integrale 2, ed. RW Lineachiara, 2014 - I Puffi n. 7, ed. La Gazzetta dello Sport/RW, 2017 | Peyo, Gos | Peyo, Gos                                                                       |         |
| Note: prima pubblicazione a puntate su Spirou dal n.1579 del 18 luglio 1968 al n.1598 del 28 novembre 1968. Si compone di 40 tavole. | |                                       | | |                                                                                 |         |
| Trama: Un uccellino si trasforma per errore in un mostro che distrugge il villaggio. | |                                       | | |                                                                                 |         |
| Un Schtroumpf pas comme les autres | Un Puffo diverso dagli altri; Il Puffo diverso dagli altri | Dupuis, 1969                          | - Corriere dei Piccoli, n. 32-38, 1970 - Storie di Puffi n. 5, cartonato ed. Salani, 1979 - Linea Puffi (I serie, I ed. AMZ - Logo Canale 5) n. 1, 1982 - Linea Puffi (I serie, II ed. AMZ - Logo Italia 1) n. 1, 1983 - Il Giornalino n. 2-4, 1984 - Storie Puffe n. 13, Libri per ragazzi Mondadori, 1994 - I Puffi n. 6, ed. Planeta DeAgostini, 2008 - I Puffi L'integrale 2, ed. RW Lineachiara, 2014 - I Puffi n. 7, ed. La Gazzetta dello Sport/RW, 2017 | Yvan Delporte, Peyo | Peyo                                                                            |         |
| Note: prima pubblicazione sotto forma di immagini pubblicitarie per l'azienda Kwatta nel 1964 poi riutilizzate e integrate per la pubblicazione a puntate su Spirou dal n.1604 del 6 gennaio 1969 al n.1611 del 27 febbraio 1969. Si compone di 17 tavole. | |                                       | | |                                                                                 |         |
| Trama: Un Puffo abbandona il villaggio alla ricerca di avventure. | |                                       | | |                                                                                 |         |
| 6 | |                                       | | |                                                                                 |         |
| Le cosmoschtroumpf | L'Astropuffo; Il Puffo astronauta; Il cosmopuffo | Dupuis, 1970                          | - Corriere dei Piccoli, n. 49-13, 1968-69 - Albi Sprint n. 11, 1971 - Storie di Puffi n. 6, cartonato ed. Salani, 1979 - Linea Puffi (II ed. AMZ - Logo Italia 1) n. 2, 1984 - Il Giornalino n. 41-48, 1983 - Storie Puffe n. 10, Libri per ragazzi Mondadori, 1994 - I Puffi n. 7, ed. Planeta DeAgostini, 2008 - I Puffi L'integrale 2, ed. RW Lineachiara, 2014 - I Puffi n. 9, ed. La Gazzetta dello Sport/RW, 2017 | Peyo | Peyo con Gos e François Walthéry                                                |         |
| Note: prima pubblicazione sotto forma di albo pubblicitario per Choco BN, 1969, poi riutilizzato per la pubblicazione a puntate su Spirou dal n.1627 del 19 giugno 1969 al n.1639 dell'11 settembre 1969. Si compone di 40 tavole. | |                                       | | |                                                                                 |         |
| Trama: Un Puffo vuole viaggiare verso nuovi mondi e il Grande Puffo usa le sue arti magiche per fargli credere di essere atterrato su un pianeta popolato da creature simili a loro dette Ciuffi, che presto gli faranno sentire la nostalgia di casa. | |                                       | | |                                                                                 |         |
| Le schtroumpfeur de pluie | Il puffatore di pioggia; Il mago della pioggia; Il Puffo della pioggia | Dupuis, 1970                          | - Corriere dei Piccoli, n. 40-45, 1970 - Linea Puffi (I serie, I ed. AMZ - Logo Canale 5) n. 4, 1982 - Linea Puffi (I serie, II ed. AMZ - Logo Italia 1) n. 4, 1983 - Il Giornalino n. 37-40, 1983 - I Puffi n. 1 - Mensile ed. Edigamma, 1991 - Storie Puffe n. 11, Libri per ragazzi Mondadori, 1994 - I Puffi n. 7, ed. Planeta DeAgostini, 2008 - I Puffi L'integrale 2, ed. RW Lineachiara, 2014 - I Puffi n. 9, ed. La Gazzetta dello Sport/RW, 2017 | Peyo e Yvan Delporte | Peyo con Gos                                                                    |         |
| Note: prima pubblicazione a puntate su Spirou dal n.1652 dell'11 dicembre 1969 al n.1660 del 5 febbraio 1970. Si compone di 20 tavole. | |                                       | | |                                                                                 |         |
| Trama: Il Puffo Inventore crea una macchina per controllare il tempo, ma ciò fa litigare il Puffo Contadino e il Puffo Poeta che vogliono rispettivamente la pioggia per i campi e il sole per l'ispirazione. | |                                       | | |                                                                                 |         |
| 7 | |                                       | | |                                                                                 |         |
| L'apprenti schtroumpf | L'apprendipuffo; L'apprendista Puffo | Dupuis, 1971                          | - Corriere dei Piccoli, n. 21-28, 1971 - Storie di Puffi n. 4, cartonato ed. Salani, 1979 - Storie di Puffi n. 5, brossurato ed. Salani, 1980 - Il Giornalino n. 5-10, 1984 - Storie Puffe n. 4, Libri per ragazzi Mondadori, 1993 - I Puffi n. 8, ed. Planeta DeAgostini, 2008 - I Puffi n. 11, ed. La Gazzetta dello Sport/RW, 2017 | Peyo | Peyo con Derib e Marc Wasterlain                                                |         |
| Note: prima pubblicazione a puntate su Spirou dal n.1706 del 24 dicembre 1970 al n.1719 del 25 marzo 1971. Si compone di 32 tavole. | |                                       | | |                                                                                 |         |
| Trama: L'apprendista mago di Grande Puffo combina solo disastri ed un esperimento lo trasforma in un mostro squamoso. | |                                       | | |                                                                                 |         |
| Pièges à Schtroumpf | Trappola per Puffi | Dupuis, 1971                          | - Corriere dei Piccoli, n.39, 1970 - Storie di Puffi n. 4, cartonato ed. Salani, 1979 - Storie di Puffi n. 5, brossurato ed. Salani, 1980 - Il Giornalino n. 51, 1983 - Storie Puffe n. 4, Libri per ragazzi Mondadori, 1993 - I Puffi n. 8, ed. Planeta DeAgostini, 2008 - I Puffi L'integrale 2, ed. RW Lineachiara, 2014 - I Puffi n. 11, ed. La Gazzetta dello Sport/RW, 2017 | Peyo e Gos | Peyo e Gos                                                                      |         |
| Note: prima pubblicazione su Spirou n.1576 del 27 giugno 1968. Si compone di 8 tavole. | |                                       | | |                                                                                 |         |
| Trama: Gargamella riesce a catturare qualche Puffo disseminando di trappole la foresta. | |                                       | | |                                                                                 |         |
| Roméo et Schtroumpfette | Romeo e Puffetta | Dupuis, 1971                          | - Corriere dei Piccoli, n.10-11, 1971 - Storie di Puffi n. 4, cartonato ed. Salani, 1979 - Linea Puffi (I serie, I ed. AMZ - Logo Canale 5) n. 3, 1982 - Linea Puffi (I serie, II ed. AMZ - Logo Italia 1) n. 3, 1983 - Il Giornalino n. 49-50, 1983 - Storie Puffe n. 9, Libri per ragazzi Mondadori, 1993 - I Puffi n. 8, ed. Planeta DeAgostini, 2008 - I Puffi n. 11, ed. La Gazzetta dello Sport/RW, 2017 | Peyo e Yvan Delporte | Peyo                                                                            |         |
| Note: prima pubblicazione su Spirou n.1576 del 27 giugno 1968. La storia è una raccolta di 8 "Pufferie" (tavole autoconclusive) numero 10-13,24,30,31,48,49,56 in cui Puffetta torna temporaneamente nel villaggio. | |                                       | | |                                                                                 |         |
| Trama: La primavera risveglia nei Puffi l'amore verso Puffetta. | |                                       | | |                                                                                 |         |
| 8 | |                                       | | |                                                                                 |         |
| Histoires de Schtroumpfs | Storie di Puffi; Puff... pufferie | Dupuis, 1972                          | - Linea Puffi (I serie, I ed. AMZ - Logo Canale 5) n. 6, 1982 - Linea Puffi (I serie, II ed. AMZ - Logo Italia 1) n. 6, 1983 - I Puffi n. 9, ed. Planeta DeAgostini, 2008 - I Puffi n. 12, ed. La Gazzetta dello Sport/RW, 2017 | Peyo con Yvan Delporte e Raoul Cauvin | Peyo con Roger Leloup, Lucien De Gieter, Marc Wasterlain e André Beniest (Benn) |         |
| Note: prima pubblicazione disseminata su Spirou dal n.1722 del 15 aprile 1971 al n.1791 del 10 agosto 1972. Contiene 52 "Pufferie": tavole numero 1-9, 14-17, 19, 23, 26, 28, 32-43, 45-47, 50, 54-55, 59-62, 64-71, 73, 75-78. | |                                       | | |                                                                                 |         |
| Trama: Gags comiche | |                                       | | |                                                                                 |         |
| 9 | |                                       | | |                                                                                 |         |
| Schtroumpf vert et vert schtroumpf | Puffo verde o verde puffo; La guerra grammaticale dei Puffi; La guerra del cavatappi; Puffi del nord, Puffi del sud | Dupuis, 1973                          | - Linea Puffi (II ed. AMZ - Logo Italia 1) n. 3, 1984 - I Puffi n. 4 - Mensile ed. Edigamma, 1991 - Storie Puffe n. 9, Libri per ragazzi Mondadori, 1994 - I Puffi n. 10, ed. Planeta DeAgostini, 2008 - I Puffi n. 13, ed. La Gazzetta dello Sport/RW, 2017 | Peyo, Yvan Delporte, Raoul Cauvin | Peyo con Marc Wasterlain e Daniel Desorgher                                     |         |
| Note: prima pubblicazione su Spirou dal n.1808 del 7 dicembre 1972 al n.1836 del 21 giugno 1973. Si compone di 30 tavole. | |                                       | | |                                                                                 |         |
| Trama: I Puffi discutono sul corretto uso della lingua puffa dividendosi in Puffi del Nord e del Sud. | |                                       | | |                                                                                 |         |
| Jeux olimpschtroumpfs | Giochi puffolimpici | Dupuis, 1973                          | - I Puffi n. 10, ed. Planeta DeAgostini, 2008 - I Puffi n. 13, ed. La Gazzetta dello Sport/RW, 2017 | Peyo e Yvan Delporte | Marc Wasterlain e André Beniest (Benn)                                          |         |
| Note: prima pubblicazione disseminata su Spirou dal n.1734 dell'8 luglio 1971 al n.1801 del 19 ottobre 1972. Contiene 13 "Pufferie": tavole numero 18,20-22,25,27,29,51,52,58,63,72,74. | |                                       | | |                                                                                 |         |
| Trama: Gags comiche | |                                       | | |                                                                                 |         |
| 10 | |                                       | | |                                                                                 |         |
| La soupe aux Schtroumpfs | La zuppa di Puffo; La zuppa dei Puffi; Zuppa di Puffi | Dupuis, 1976                          | - Linea Puffi (II ed. AMZ - Logo Italia 1) n. 4, 1984 - Il Giornalino n. 7-10, 1985 - I Puffi n. 3 - ed. Edigamma, 1987 - I Puffi n. 2 - Mensile ed. Edigamma, 1991 - Storie Puffe n. 15, Libri per ragazzi Mondadori, 1994 - I Puffi n. 11, ed. Planeta DeAgostini, 2008 - I Puffi n. 14, ed. La Gazzetta dello Sport/RW, 2017 | Peyo con Yvan Delporte | Peyo con Daniel Desorgher, François Walthéry e Marc Wasterlain                  |         |
| Note: prima pubblicazione a puntate su Spirou dal n.2000 del 12 agosto 1976 al n.2021 del 6 gennaio 1977 per un totale di 30 tavole. La storia segna la prima apparizione di Buegrasso. | |                                       | | |                                                                                 |         |
| Trama: Per placare la fame del gigante Buegrasso, Gargamella gli dice che l'unico piatto in grado di saziarlo è la zuppa di Puffi. | |                                       | | |                                                                                 |         |
| Schtroumpferies | Pufferie | Dupuis, 1983                          | - I Puffi n. 11, ed. Planeta DeAgostini, 2008 - I Puffi n. 14, ed. La Gazzetta dello Sport/RW, 2017 | Peyo e Yvan Delporte | Peyo con Marc Wasterlain, André Beniest (Benn) e Daniel Desorgher               |         |
| Note: prima pubblicazione disseminata su Spirou dal n.1766 del 17 febbraio 1972 al n.1985 del 29 aprile 1976. In coda alla storia principale vengono inserite le seguenti 9 "Pufferie" (non citate in copertina): tavole n. 44,57,79-83,85-86. | |                                       | | |                                                                                 |         |
| Trama: Gags comiche | |                                       | | |                                                                                 |         |
| La Schtroumpfette et la lune | La Puffetta e la luna | Dupuis, 1983                          | - I Puffi n. 11, ed. Planeta DeAgostini, 2008 - I Puffi n. 14, ed. La Gazzetta dello Sport/RW, 2017 | Peyo e Yvan Delporte | Peyo con Daniel Desorgher                                                       |         |
| Note: prima pubblicazione su Spirou n.1992 del 17 giugno 1976. Il volume si conclude con questa storia breve composta da 4 tavole (non citata in copertina). La storia è compresa nel capitolo "Pufferie", ma con numerazione a sé stante da 1 a 4. | |                                       | | |                                                                                 |         |
| Trama: Puffetta torna nel villaggio per annunciare che sposerà chi le darà la luna e tutti i Puffi proveranno ad accontentarla. | |                                       | | |                                                                                 |         |
| 11 | |                                       | | |                                                                                 |         |
| Les Schtroumpfs olympiques | Le Puffolimpiadi; I Puffi olimpici | Dupuis, 1983                          | - Il Giornalino n. 30-33, 1984 - I Puffi n. 12, ed. Planeta DeAgostini, 2008 - I Puffi n. 15, ed. La Gazzetta dello Sport/RW, 2017 | Peyo | Peyo con Daniel Desorgher, Jidéhem e François Walthéry                          |         |
| Note: prima pubblicazione come albo pubblicitario nel 1979, poi ristampata su Spirou dal n.2199 del 5 giugno 1980 al n.2205 del 17 luglio 1980. Si compone di 28 tavole. Puffetta riappare nell'ultima tavola. | |                                       | | |                                                                                 |         |
| Trama: Il Puffo Debolino riesce a partecipare ai giochi olimpici ed a vincere molte gare grazie ad un unguento miracoloso di Grande Puffo, che si rivelerà essere semplice marmellata. | |                                       | | |                                                                                 |         |
| Pâques schtroumpfantes | Pasqua puffante; Pasqua puffesca | Dupuis, 1983                          | - Storie Puffe n. 10, Libri per ragazzi Mondadori, 1994 - I Puffi n. 12, ed. Planeta DeAgostini, 2008 - I Puffi L'integrale 2, ed. RW Lineachiara, 2014 - I Puffi n. 15, ed. La Gazzetta dello Sport/RW, 2017 | Peyo | Peyo con Gos                                                                    |         |
| Note: prima pubblicazione su Spirou nel n.1565 dell'11 aprile 1968, riedita sul n.1983 del 15 aprile 1976 e sul n.2245 del 23 aprile 1981. Si compone di 4 tavole. | |                                       | | |                                                                                 |         |
| Trama: Quattrocchi decide di regalare un uovo al Grande Puffo, ma anche il Puffo Pasticcere e il Puffo Burlone hanno la stessa idea... | |                                       | | |                                                                                 |         |
| Le jardin des Schtroumpfs | Il giardino dei Puffi | Dupuis, 1983                          | - Storie Puffe n. 6, Libri per ragazzi Mondadori, 1993 - I Puffi n. 12, ed. Planeta DeAgostini, 2008 - I Puffi n. 15, ed. La Gazzetta dello Sport/RW, 2017 | Peyo | Peyo con Daniel Desorgher                                                       |         |
| Note: prima pubblicazione a puntate su Spirou dal n.2328 del 25 novembre 1982 al n. 2329 del 2 dicembre 1982. Si compone di 8 tavole. In questa storia Puffetta è parte integrante del villaggio e nell'ultima tavola è protagonista dell'iconica e celebre vignetta in cui bacia Tontolone. | |                                       | | |                                                                                 |         |
| Trama: Gargamella trova le tracce di un pic nic dei Puffi nella foresta e crea un parco giochi per attirarli nelle sue trappole. | |                                       | | |                                                                                 |         |
| 12 | |                                       | | |                                                                                 |         |
| Le bébé Schtroumpf | Il Puffo bambino; Il Baby Puffo | Dupuis, 1984                          | - Il Giornalino n. 14-16, 1985 - Storie Puffe n. 2, Libri per ragazzi Mondadori, 1993 - I Puffi n. 13, ed. Planeta DeAgostini, 2008 - I Puffi n. 16, ed. La Gazzetta dello Sport/RW, 2017 | Peyo | Peyo con Daniele Desorgher, François Walthéry e Marc Wasterlain                 |         |
| Note: prima pubblicazione direttamente in albo, in contemporanea all'uscita del film di montaggio per le sale francesi tratto dall'episodio analogo della serie animata. Si compone di 20 tavole. Da questo albo in poi, comprese le 3 storie brevi che seguono, Puffetta appare definitivamente come abitante fissa del villaggio. | |                                       | | |                                                                                 |         |
| Trama: La cicogna consegna per errore al villaggio un Puffo appena nato, ma al momento della restituzione Brontolone fuggirà col piccolo a cui si è affezionato più degli altri. | |                                       | | |                                                                                 |         |
| Le Schtroumpf bricoleur | Il Puffo Inventore | Dupuis, 1984                          | - Storie Puffe n. 2, Libri per ragazzi Mondadori, 1993 - I Puffi n. 13, ed. Planeta DeAgostini, 2008 - I Puffi n. 16, ed. La Gazzetta dello Sport/RW, 2017 | Peyo | Peyo con Daniele Desorgher                                                      |         |
| Note: prima pubblicazione a puntate su Spirou dal n.2331 del 16 dicembre 1982 al n.2332 del 23 dicembre 1982. Si compone di 8 tavole. | |                                       | | |                                                                                 |         |
| Trama: Mentre Puffetta realizza un dolce per il compleanno di Grande Puffo, Inventore crea un trapano, ma le sue buone intenzioni lo metteranno nei guai. | |                                       | | |                                                                                 |         |
| La peinture schtroumpf | La vernice puffa | Dupuis, 1984                          | - Storie Puffe n. 2, Libri per ragazzi Mondadori, 1993 - I Puffi n. 13, ed. Planeta DeAgostini, 2008 - I Puffi n. 16, ed. La Gazzetta dello Sport/RW, 2017 | Peyo | Peyo con Daniele Desorgher                                                      |         |
| Note: prima pubblicazione su Spirou n.2370 del 15 settembre 1983. Si compone di 8 tavole. | |                                       | | |                                                                                 |         |
| Trama: Inventore escogita un metodo per ridipingere il villaggio rapidamente mentre Gargamella crea una vernice che lo rende invisibile e che lo fa arrivare indisturbato al villaggio... | |                                       | | |                                                                                 |         |
| Une fête schtroumpfante | Una festa puffante; Una festa puffosa | Dupuis, 1984                          | - Storie Puffe n. 2, Libri per ragazzi Mondadori, 1993 - I Puffi n. 13, ed. Planeta DeAgostini, 2008 - I Puffi n. 16, ed. La Gazzetta dello Sport/RW, 2017 | Peyo | Peyo con Daniele Desorgher                                                      |         |
| Note: prima pubblicazione a puntate su Spirou dal n.2334 del 6 gennaio 1983 al n.2335 del 13 gennaio 1983. si compone di 8 tavole. | |                                       | | |                                                                                 |         |
| Trama: Gargamella si veste da coniglio per farsi invitare alla festa organizzata dai Puffi. Grande Puffo finge di acconsentire per poi immobilizzarlo con una soluzione a base d'amido. Ma la pioggia gli gioca un brutto scherzo... | |                                       | | |                                                                                 |         |
| 13 | |                                       | | |                                                                                 |         |
| Les p'tits Schtroumpfs | I Puffolini | Dupuis, 1988                          | - Storie Puffe n. 8, Libri per ragazzi Mondadori, 1994 - I Puffi n. 14, ed. Planeta DeAgostini, 2008 - I Puffi n. 17, ed. La Gazzetta dello Sport/RW, 2017 | Peyo | Peyo con Philippe Delzenne e Daniel Desorgher                                   |         |
| Note: prima pubblicazione a puntate su Spirou dal n.2595 del 5 gennaio 1988 al n.2600 del 9 febbraio 1988: Si compone di 24 tavole. Quest'albo è l'ultimo pubblicato da Dupuis. Come "Il Baby Puffo", anche quest'albo si ispira alla serie animata, sebbene gli episodi a cui fa riferimento siano stati trasmessi nel 1985. In contemporanea all'albo, verranno rimontati sotto forma di film per le sale francesi. | |                                       | | |                                                                                 |         |
| Trama: Tre Puffi ringiovaniscono entrando nella pendola di Padre Tempo e decideranno di creare una compagna per Puffetta utilizzando la vecchia formula di Gargamella. Ne verrà fuori una Puffolina che chiameranno Bontina. | |                                       | | |                                                                                 |         |
| Le Schtroumpf robot | Il Puffo robot | Dupuis, 1988                          | - Storie Puffe n. 8, Libri per ragazzi Mondadori, 1994 - I Puffi n. 14, ed. Planeta DeAgostini, 2008 - I Puffi n. 17, ed. La Gazzetta dello Sport/RW, 2017 | Peyo | Peyo con Daniel Desorgher, Philippe Delzenne e José Grandmont                   |         |
| Note: prima pubblicazione a puntate su Spirou dal n.2607 del 30 marzo 1988 al n.2610 del 20 aprile 1988. Si compone di 17 tavole. La storia si ispira alla commissione pubblicitaria "Benco et les Schtroumpfs" del 1980. Il nuovo personaggio non ha niente a che vedere col "Puffo Meccanico" della serie animata, sebbene sia molto simile nell'aspetto. | |                                       | | |                                                                                 |         |
| Trama: Il Puffo Inventore crea un Puffo Robot come aiuto per le faccende manuali del villaggio, ma verrà catturato da Gargamella. | |                                       | | |                                                                                 |         |
| 14 | |                                       | | |                                                                                 |         |
| L'aéroschtroumpf | L'aeropuffo | Le Lombard, 1990                      | - I Puffi n. 15, ed. Planeta DeAgostini, 2008 - I Puffi n. 18, ed. La Gazzetta dello Sport/RW, 2017 | Jean-Claude De La Royère | Peyo (layout), con Bernard Swysen                                               |         |
| Note: prima pubblicazione sul mensile Schtroumpf ! n. 2, dicembre 1989. Si compone di 8 tavole. Quest'albo, come il successivo, raccoglie storie brevi già pubblicate sulla rivista Schtroumpf !, in gran parte ispirate ad episodi della serie animata e rivolti ad un pubblico più giovane. | |                                       | | |                                                                                 |         |
| Trama: Il Puffo Volante si fa costruire un aereo da Inventore, ma anche Gargamella decide di volare... | |                                       | | |                                                                                 |         |
| La gourmandise chez les Schtroumpfs | La golosità dei Puffi | Le Lombard, 1990                      | - I Puffi n. 15, ed. Planeta DeAgostini, 2008 - I Puffi n. 18, ed. La Gazzetta dello Sport/RW, 2017 | Jean-Claude De La Royère | Peyo (layout), con Philippe Delzenne                                            |         |
| Note: prima pubblicazione sul mensile Schtroumpf ! n. 1, novembre 1989. Si compone di 8 tavole. | |                                       | | |                                                                                 |         |
| Trama: Gargamella decide di catturare i Puffi sfruttando il loro punto debole: la golosità. | |                                       | | |                                                                                 |         |
| Le Schtroumpfeur Masqué | Il Puffo Mascherato | Le Lombard, 1990                      | - I Puffi n. 15, ed. Planeta DeAgostini, 2008 - I Puffi n. 18, ed. La Gazzetta dello Sport/RW, 2017 | Jean-Claude De La Royère | Peyo (layout), con Alain Maury                                                  |         |
| Note: prima pubblicazione sul mensile Schtroumpf ! n. 5, marzo 1990. Si compone di 8 tavole. | |                                       | | |                                                                                 |         |
| Trama: Un Puffo mascherato lancia torte in faccia agli altri Puffi, scegliendo le proprie vittime tramite richieste anonime che si fa lasciare in un tronco cavo. Il Grande Puffo decide di scoprire di chi si tratta. | |                                       | | |                                                                                 |         |
| Puppy et les Schtroumpfs | Cucciolo e i Puffi | Le Lombard, 1990                      | - I Puffi n. 15, ed. Planeta DeAgostini, 2008 - I Puffi n. 18, ed. La Gazzetta dello Sport/RW, 2017 | Jean-Claude De La Royère | Peyo (layout), con Alain Maury                                                  |         |
| Note: prima pubblicazione sul mensile Schtroumpf ! n. 4, febbraio 1990. Si compone di 8 tavole. Segna la prima apparizione di Cucciolo. | |                                       | | |                                                                                 |         |
| Trama: Il mago Omnibus dona ai Puffi il proprio cane. Al collo ha appeso un medaglione magico che riuscirà ad aprire solo chi è destinato ad essere il suo padrone, per il quale eseguirà ogni ordine. Gargamella lo scopre e decide di catturarlo. | |                                       | | |                                                                                 |         |
| Les farces du Schtroumpf farceur | Puffo Burlone | Le Lombard, 1990                      | - I Puffi n. 15, ed. Planeta DeAgostini, 2008 - I Puffi n. 18, ed. La Gazzetta dello Sport/RW, 2017 | Jean-Claude De La Royère | Peyo (layout), con Alain Maury                                                  |         |
| Note: prima pubblicazione sul mensile Schtroumpf ! n. 3, gennaio 1990. Si compone di 8 tavole. | |                                       | | |                                                                                 |         |
| Trama: I Puffi sono stanchi degli scherzi di Burlone e lo scacciano dal villaggio. Gargamella presto lo cattura... | |                                       | | |                                                                                 |         |
| 15 | |                                       | | |                                                                                 |         |
| L'étrange réveil du Schtroumpf paresseux | Lo strano risveglio del Puffo Pigrone | Le Lombard, 1991                      | - I Puffi n. 16, ed. Planeta DeAgostini, 2008 - I Puffi n. 19, ed. La Gazzetta dello Sport/RW, 2017 | Jean-Claude De La Royère | Peyo (layout), con Philippe Delzenne                                            |         |
| Note: prima pubblicazione sul mensile Schtroumpf ! n. 7, maggio 1990. Si compone di 8 tavole. | |                                       | | |                                                                                 |         |
| Trama: I Puffi decidono di dare una lezione al Puffo Pigrone facendogli credere di aver dormito per 200 anni. | |                                       | | |                                                                                 |         |
| Le petit train des Schtroumpfs | Il trenino dei Puffi | Le Lombard, 1991                      | - Puffi Gioca & Racconta, ed. Franco Panini ragazzi, n. 4, 1999 - I Puffi n. 16, ed. Planeta DeAgostini, 2008 - I Puffi n. 19, ed. La Gazzetta dello Sport/RW, 2017 | Jean-Claude De La Royère | Peyo (layout), con Alain Maury                                                  |         |
| Note: prima pubblicazione sul mensile Schtroumpf ! n. 6, aprile 1990. Si compone di 8 tavole. | |                                       | | |                                                                                 |         |
| Trama: Inventore costruisce un trenino con cui caricare le provviste, ma Gargamella segue le rotaie... | |                                       | | |                                                                                 |         |
| Le Schtroumpf et son dragon | Il Puffo e il suo drago | Le Lombard, 1991                      | - I Puffi n. 16, ed. Planeta DeAgostini, 2008 - I Puffi n. 19, ed. La Gazzetta dello Sport/RW, 2017 | Jean-Claude De La Royère | Peyo (layout), con Alain Maury                                                  |         |
| Note: prima pubblicazione sul mensile Schtroumpf ! n. 8, giugno 1990. Si compone di 8 tavole. | |                                       | | |                                                                                 |         |
| Trama: Il Puffo Timido diventa amico di un cucciolo di drago, ma gli altri non gradiscono la sua presenza nel villaggio. | |                                       | | |                                                                                 |         |
| Les Schtroumpfs pompiers | I Puffi pompieri | Le Lombard, 1991                      | - Puffi Gioca & Racconta, ed. Franco Panini ragazzi, n. 3, 1999 - Storie Puffe n. 15, Libri per ragazzi Mondadori, 1994 - I Puffi n. 16, ed. Planeta DeAgostini, 2008 - I Puffi n. 19, ed. La Gazzetta dello Sport/RW, 2017 | Jean-Claude De La Royère | Peyo (layout), con Philippe Delzenne                                            |         |
| Note: prima pubblicazione sul mensile Schtroumpf ! n. 9, luglio 1990. Si compone di 8 tavole. | |                                       | | |                                                                                 |         |
| Trama: Il villaggio viene protetto dal fuoco da una squadra di Puffi pompieri, ma il loro aiuto non basta quando Gargamella dà fuoco alla foresta. | |                                       | | |                                                                                 |         |
| Une taupe chez les Schtroumpfs | Una talpa tra i Puffi | Le Lombard, 1991                      | - Storie Puffe n. 16, Libri per ragazzi Mondadori, 1994 - I Puffi n. 16, ed. Planeta DeAgostini, 2008 - I Puffi n. 19, ed. La Gazzetta dello Sport/RW, 2017 | Jean-Claude De La Royère | Peyo (layout), con Alain Maury                                                  |         |
| Note: prima pubblicazione sul mensile Schtroumpf ! n. 10, agosto 1990. Si compone di 8 tavole. | |                                       | | |                                                                                 |         |
| Trama: Una talpa miope arriva nel villaggio e provoca danni con le sue gallerie. Gli occhiali di Quattrocchi risolveranno il problema. | |                                       | | |                                                                                 |         |
| 16 | |                                       | | |                                                                                 |         |
| Le Schtroumpf financier | Il Puffo finanziere; Il Puffo banchiere | Le Lombard, 1992                      | - Storie Puffe n. 14, Libri per ragazzi Mondadori, 1994 - I classici di Repubblica Serie Oro n.46, 2005 - I Puffi n. 17, ed. Planeta DeAgostini, 2008 - I Puffi n. 20, ed. La Gazzetta dello Sport/RW, 2017 | Peyo, Thierry Culliford | Peyo (layout), con Alain Maury e Luc Parthoens                                  |         |
| Note: prima pubblicazione direttamente in albo. Si compone di 44 tavole. | |                                       | | |                                                                                 |         |
| Trama: Mentre il Grande Puffo è ammalato, un Puffo entra in contatto col mondo degli umani e col concetto di denaro, che decide di introdurre nel villaggio. All'inizio fila tutto liscio, ma pian piano, tra prestiti, indebitamenti e conseguenti lotte di classe, tutto degenererà. | |                                       | | |                                                                                 |         |
| Storie successive alla morte di Peyo | |                                       | | |                                                                                 |         |
| 17 | |                                       | | |                                                                                 |         |
| Le Schtroumpfeur de bijoux | Il Puffo ladro di gioielli | Le Lombard, 1994                      | - I Puffi n. 18, ed. Planeta DeAgostini, 2008 - RW Lineachiara, 2014 - I Puffi n. 23, ed. La Gazzetta dello Sport/RW, 2017 | Thierry Culliford, Luc Parthoens | Alain Maury, Luc Parthoens                                                      |         |
| Note: prima pubblicazione direttamente in albo. Si compone di 44 tavole. Da questo momento in poi il figlio di Peyo si occuperà sempre della supervisione delle storie mentre la moglie Nine indicherà e seguirà la colorazione. | |                                       | | |                                                                                 |         |
| Trama: Il Puffo Burlone viene catturato dagli umani e costretto a rubare gioielli per loro. | |                                       | | |                                                                                 |         |
| 18 | |                                       | | |                                                                                 |         |
| Docteur Schtroumpf | Dottor Puffo | Le Lombard, 1996                      | - I Puffi n. 19, ed. Planeta DeAgostini, 2008 - RW Lineachiara, 2014 - I Puffi n. 25, ed. La Gazzetta dello Sport/RW, 2017 - \| Thierry Culliford, Luc Parthoens | Alain Maury, Luc Parthoens |                                                                                 |         |
| Note: prima pubblicazione direttamente in albo. Si compone di 44 tavole. | |                                       | | |                                                                                 |         |
| Trama: Mentre il Grande Puffo è ammalato, un Puffo si improvvisa dottore, ma tra certificati medici richiesti dagli altri per non lavorare e concorrenti che propongono cure alternative, nel villaggio si scatenerà il caos. | |                                       | | |                                                                                 |         |
| 19 | |                                       | | |                                                                                 |         |
| Le Schtroumpf Sauvage | Il Puffo Selvaggio | Le Lombard, 1998                      | - I Puffi n. 20, ed. Planeta DeAgostini, 2008 - RW Lineachiara, 2014 - I Puffi n. 28, ed. La Gazzetta dello Sport/RW, 2017 | Thierry Culliford, Luc Parthoens | Alain Maury, Luc Parthoens                                                      |         |
| Note: prima pubblicazione direttamente in albo. Si compone di 44 tavole. Anche questa storia si ispira agli episodi della serie animata che nel 1987 introducono il personaggio del Puffo Selvaggio. | |                                       | | |                                                                                 |         |
| Trama: Nel folto della foresta si nasconde un Puffo disperso molti anni prima e allevato dagli scoiattoli. | |                                       | | |                                                                                 |         |
| 20 | |                                       | | |                                                                                 |         |
| La menace schtroumpf | La minaccia puffa | Le Lombard, 2000                      | - I Puffi n. 21, ed. Planeta DeAgostini, 2008 - I Puffi n. 30, ed. La Gazzetta dello Sport/RW, 2017 | Thierry Culliford, Luc Parthoens | Alain Maury, Luc Parthoens                                                      |         |
| Note: prima pubblicazione direttamente in albo. Si compone di 44 tavole. Prepotenza, libri bruciati, frustate, campi di concentramentoː mai un albo dei Puffi è stato così amaramente realistico. | |                                       | | |                                                                                 |         |
| Trama: Grande Puffo è preoccupato per i continui litigi dei suoi Puffi. Presto però dovranno fare fronte comune contro misteriosi Puffi grigi che prima si approprieranno di acqua e cibo e in seguito imprigioneranno tutti loro. | |                                       | | |                                                                                 |         |
| 21 | |                                       | | |                                                                                 |         |
| On ne schtroumpfe pas le progrès | Il progresso non si puffa | Le Lombard, 2002                      | - I Puffi n. 22, ed. Planeta DeAgostini, 2008 - I Puffi n. 35, ed. La Gazzetta dello Sport/RW, 2017 | Thierry Culliford, Philippe Delzenne | Ludo Borecki, Pascal Garray                                                     |         |
| Note: prima pubblicazione direttamente in albo. Si compone di 44 tavole. Nell'ultimo adattamento in italiano, ad opera de La Gazzetta dello Sport in collaborazione con RW Edizioni Lineachiara, il Puffo Panettiere (Schtroumpf Boulanger nell'originale), chiaramente riconoscibile dal cappello piegato su un orecchio e dalla canottiera, è chiamato erroneamente Puffo Cuoco (Schtroumpf Cuisinier), che invece ha sempre indossato il cappello da chef e il fazzoletto al collo. In questa storia della serie classica riappaiono finalmente i Puffolini, seppure in poche vignette. Inoltre si viene a conoscenza che il Puffo Robot è fuori uso.                                               | |                                       | | |                                                                                 |         |
| Trama: Durante l'assenza del Grande Puffo, Inventore aiuta nelle faccende gli altri Puffi, creando dei robot che fanno da domestici. Ben presto tutti diventano oziosi e si limitano solo ad impartire ordini agli automi. Al suo ritorno, anche Grande Puffo approfitta della loro operosità, ma lascia davanti alla sua porta delle pozioni pericolose che il Robot Pattumiera ingurgita scambiandole per rifiuti. I filtri magici agiscono su di lui, dandogli il dono della parola e del pensiero. Ciò lo porterà a manomettere gli altri robot ed a comandarli nella rivolta che capovolgerà i ruoli, portando i Puffi a diventare loro schiavi.                                                  | |                                       | | |                                                                                 |         |
| 22 | |                                       | | |                                                                                 |         |
| Le Schtroumpf reporter | Il Puffo giornalista | Le Lombard, 2003                      | - I Puffi n. 23, ed. Planeta DeAgostini, 2008 - I Puffi n. 36, ed. La Gazzetta dello Sport/RW, 2017 | Thierry Culliford, Luc Parthoens | Ludo Borecki con Jeroen de Coninck e Pascal Garray                              |         |
| Note: prima pubblicazione sul settimanale 'Le journal de Mickey' dal n. 2667 del 30 luglio 2003 al n. 2669 del 13 agosto 2003. Si compone di 44 tavole. Per la prima volta nella serie classica appare, sebbene in una sola vignetta, Nonno Puffo (o un Puffo travestito come lui per il ballo in maschera), così come Forzuto indossa i panni di Superpuffo, altro personaggio ricorrente solo nelle storie brevi. Tra i vestiti proposti dal Puffo Sarto a Giornalista, c'è anche un anacronistico costume da Napoleone. | |                                       | | |                                                                                 |         |
| Trama: Un Puffo molto curioso decide di diventare giornalista e si fa aiutare da Inventore che realizza il primo torchio da stampa. "Il Puffo in prima pagina" ben presto diventa un quotidiano molto seguito che ospita notizie di attualità, sport, romanzi a puntate e gossip. Il diritto di cronaca però è portato all'eccessoː Puffetta non può più uscire di casa perché tutti vogliono sapere come si veste, con chi esce e chi ama veramente, mentre i consigli di Grande Puffo vengono scambiati per censura e arretratezza. Alla ricerca di notizie più importanti, Giornalista si avventura in casa di Gargamella, che scoperta la passione del Puffo, cerca di sfruttarla in suo favore... | |                                       | | |                                                                                 |         |
| 23 | |                                       | | |                                                                                 |         |
| Les Schtroumpfs joueurs | I Puffi giocatori | Le Lombard, 2005                      | - I Puffi n. 24, ed. Planeta DeAgostini, 2008 - I Puffi n. 37, ed. La Gazzetta dello Sport/RW, 2017 | Thierry Culliford, Luc Parthoens | Ludo Borecki                                                                    |         |
| Note: prima pubblicazione sul settimanale 'Le journal de Mickey' dal n. 2740/41 del 22 dicembre 2004 al n. 2744 del 19 gennaio 2005. Si compone di 44 tavole. | |                                       | | |                                                                                 |         |
| Trama: Dopo un'incursione nel villaggio degli umani, i Puffi importano la passione per il gioco d'azzardo. Nonostante i divieti di Grande Puffo, sorgono delle bische clandestine e per il Puffo Fortunato, il gioco diventa un'ossessione che gli fa perdere il controllo. Solo il Puffo Boscaiolo, che vive prevalentemente nei boschi, rimane con i piedi per terra e continua a lavorare finché si accorge che gli umani stanno abbattendo tutti gli alberi per creare campi da gioco. Per salvare il villaggio, Grande Puffo è costretto a chiedere aiuto all'unico vicino che corre il suo stesso rischio, ovvero rimanere senza casaː Gargamellaǃ                                               | |                                       | | |                                                                                 |         |
| 24 | |                                       | | |                                                                                 |         |
| Salade de Schtroumpfs | Insalata di Puffi | Le Lombard, 2006                      | - I Puffi n. 25, ed. Planeta DeAgostini, 2008 - I Puffi n. 38, ed. La Gazzetta dello Sport/RW, 2017 | Thierry Culliford, Luc Parthoens | Ludo Borecki, Jeroen de Coninck                                                 |         |
| Note: prima pubblicazione sul settimanale 'Le journal de Mickey' dal n. 2792/93 del 21 dicembre 2005 al n. 2796 del 18 gennaio 2006. Si compone di 44 tavole. | |                                       | | |                                                                                 |         |
| Trama: I Puffi sono scontenti della cucina del Puffo Cuoco, ma la causa è lo scarso raccolto di Contadino. Grande Puffo gli chiede di annaffiare l'orto con poche gocce di due pozioni magiche, e nel frattempo si allontana dal villaggio per cercare un rimedio definitivo. Cuoco, minacciato dagli altri, preferisce accelerare la crescita degli ortaggi versando per intero le boccette. Il giorno dopo il raccolto è gigantesco, ma tutti quelli che lo mangiano pian piano si trasformano in verdure... | |                                       | | |                                                                                 |         |
| 25 | |                                       | | |                                                                                 |         |
| Un enfant chez les Schtroumpfs | Un bambino tra i Puffi | Le Lombard, 2007                      | - I Puffi n. 26, ed. Planeta DeAgostini, 2008 - I Puffi n. 40, ed. La Gazzetta dello Sport/RW, 2018 | Thierry Culliford, Miguel Diaz Vizoso | Jeroen de Coninck                                                               |         |
| Note: prima pubblicazione direttamente in albo. Si compone di 46 tavole. | |                                       | | |                                                                                 |         |
| Trama: Un bambino cattivo arriva nel villaggio dei Puffi divertendosi a provocare danni. Il Grande Puffo pensa di convincerlo a rimediare, ma la piccola peste fa finta di accontentarlo solo per imparare da lui la magia. Finirà per incontrare Gargamella e per identificarsi in lui. Questo confronto gli farà decidere chi vuol essere veramente in futuro. | |                                       | | |                                                                                 |         |
| 26 | |                                       | | |                                                                                 |         |
| Les schtroumpfs et le livre qui dit tout | I Puffi e il libro che tutto sa | Le Lombard, 2008                      | Black Velvet, 2011 | Thierry Culliford, Alain Jost | Pascal Garray                                                                   |         |
| Note: pubblicazione direttamente in albo. Si compone di 46 tavole. | |                                       | | |                                                                                 |         |
| Trama: | |                                       | | |                                                                                 |         |
| Fuori Serie | |                                       | | |                                                                                 |         |
| Les Schtroumpfeurs de flûte | | Le Lombard, 2008                      | inedito | Thierry Culliford, Luc Parthoens | Jeroen de Coninck                                                               |         |
| Note: Albo speciale per la celebrazione del 50º anniversario dei Puffi. Pubblicazione direttamente in albo. Si compone di 28 tavole. | |                                       | | |                                                                                 |         |
| Trama: Prequel de "Il flauto a sei puffi". | |                                       | | |                                                                                 |         |
| 27 | |                                       | | |                                                                                 |         |
| Schtroumpf les bains | Vacanze a Riva del Puffo | Le Lombard, 2009                      | Black Velvet, 2011 | Thierry Culliford | Pascal Garray                                                                   |         |
| Note: pubblicazione direttamente in albo. Si compone di 46 tavole. | |                                       | | |                                                                                 |         |
| Trama: | |                                       | | |                                                                                 |         |
| 28 | |                                       | | |                                                                                 |         |
| La grande Schtroumpfette | La Grande Puffetta | Le Lombard, 2010                      | Black Velvet, 2012 | Thierry Culliford, Alain Jost | Pascal Garray                                                                   |         |
| Note: pubblicazione direttamente in albo. Si compone di 46 tavole. | |                                       | | |                                                                                 |         |
| Trama: | |                                       | | |                                                                                 |         |
| 29 | |                                       | | |                                                                                 |         |
| Les Schtroumpfs et l'arbre d'or | I Puffi e l'albero d'oro | Le Lombard, 2011                      | Black Velvet, 2012 | Thierry Culliford, Alain Jost | Pascal Garray                                                                   |         |
| Note: pubblicazione direttamente in albo. Si compone di 46 tavole. | |                                       | | |                                                                                 |         |
| Trama: | |                                       | | |                                                                                 |         |
| 30 | |                                       | | |                                                                                 |         |
| Les Schtroumpfs de l'ordre | I Puffi poliziotti | Le Lombard, 2012                      | RW Lineachiara, 2013 | Thierry Culliford, Alain Jost | Jeroen de Coninck                                                               |         |
| Note: pubblicazione direttamente in albo. Si compone di 46 tavole. | |                                       | | |                                                                                 |         |
| Trama: | |                                       | | |                                                                                 |         |
| 31 | |                                       | | |                                                                                 |         |
| Les Schtroumpfs a Pilulit | I Puffi a Pilulit | Le Lombard, 2013                      | RW Lineachiara, 2013 | Thierry Culliford, Alain Jost | Pascal Garray                                                                   |         |
| Note: pubblicazione direttamente in albo. Si compone di 46 tavole. | |                                       | | |                                                                                 |         |
| Trama: | |                                       | | |                                                                                 |         |
| 32 | |                                       | | |                                                                                 |         |
| Les Schtroumpfs et l'amour sorcier | | Le Lombard, 2014                      | inedito | Thierry Culliford, Alain Jost | Pascal Garray                                                                   |         |
| Note: pubblicazione direttamente in albo. Si compone di 46 tavole. | |                                       | | |                                                                                 |         |
| Trama: | |                                       | | |                                                                                 |         |
| 33 | |                                       | | |                                                                                 |         |
| Schtroumpf le héros | | Le Lombard, 2015                      | inedito | Thierry Culliford, Alain Jost | Jeroen de Coninck, Miguel Diaz                                                  |         |
| Note: pubblicazione direttamente in albo. Si compone di 46 tavole. | |                                       | | |                                                                                 |         |
| Trama: | |                                       | | |                                                                                 |         |
| 34 | |                                       | | |                                                                                 |         |
| Les Schtroumpfs et le demi-génie | | Le Lombard, 2016                      | inedito | Thierry Culliford, Alain Jost | Jeroen de Coninck                                                               |         |
| Note: pubblicazione direttamente in albo. Si compone di 48 tavole. | |                                       | | |                                                                                 |         |
| Trama: | |                                       | | |                                                                                 |         |
| 35 | |                                       | | |                                                                                 |         |
| Les Schtroumpfs et les haricots mauves | | Le Lombard, 2017                      | inedito | Thierry Culliford, Alain Jost | Pascal Garray                                                                   |         |
| Note: pubblicazione direttamente in albo. Si compone di 48 tavole. | |                                       | | |                                                                                 |         |
| Trama: | |                                       | | |                                                                                 |         |
| 36 | |                                       | | |                                                                                 |         |
| Les Schtroumpfs et le dragon du lac | | Le Lombard, 2018                      | inedito | Thierry Culliford, Alain Jost | Jeroen De Coninck, Miguel Diaz                                                  |         |
| Note: pubblicazione direttamente in albo. Si compone di 48 tavole. | |                                       | | |                                                                                 |         |
| Trama: | |                                       | | |                                                                                 |         |
| 37 | |                                       | | |                                                                                 |         |
| Les Schtroumpfs et la Machine à rêver | | Le Lombard, 2019                      | inedito | Thierry Culliford, Alain Jost | Jeroen De Coninck, Miguel Diaz                                                  |         |
| Note: pubblicazione direttamente in albo. Si compone di 48 tavole. | |                                       | | |                                                                                 |         |
| Trama: | |                                       | | |                                                                                 |         |
| 38 | |                                       | | |                                                                                 |         |
| Les schtroumpfs et le vol des cigognes | | Le Lombard, 2020                      | inedito | Thierry Culliford, Alain Jost | Miguel Diaz                                                                     |         |
| Note: pubblicazione direttamente in albo. Si compone di 48 tavole. | |                                       | | |                                                                                 |         |
| Trama: | |                                       | | |                                                                                 |         |

### Apparizioni nella serieJohn e Solfamì
| Numero tomo | Titolo originale | Titoli italiani       | Edizione in albo | Pubblicazioni italiane | Testi                                             | Disegni |
| 9 | |                       | | |                                                   |         |
| --- | --- | --------------------- | --- | --- | ------------------------------------------------- | ------- |
| 9 | La flûte à six schtroumpfs | Il flauto a sei puffi | Dupuis, 1960 | - Tipitì 21-27, 1963 col titolo Il flauto a sei strunfi - Corriere dei Piccoli 24/33, 1969 - I Puffi n. 2, ed.Planeta De Agostini, 2007 - I Puffi n. 3, ed. La Gazzetta dello Sport/RW, 2017 | Peyo                                              | Peyo    |
| 9 | Note: prima pubblicazione a puntate su Spirou, dal n.1047 dell'8 maggio 1958 al n.1086 del 5 febbraio 1959. Si compone di 60 tavole. |                       | | |                                                   |         |
| 9 | Trama: John e Solfami devono contrastare il perfido Matteo Manolesta venuto in possesso di un flauto a sei fori che per magia fa ballare tutti fino a farli cadere a terra stremati. Il mago Omnibus li invia dai costruttori del flauto, piccoli folletti blu chiamati Puffi... |                       | | |                                                   |         |
| 10 | |                       | | |                                                   |         |
| La guerre des sept fontaines | La guerra delle sette sorgenti; Il fantasma delle sette sorgenti | Dupuis, 1961          | - Tipitì 28-36, 1963 - Corriere dei Piccoli 33/45, 1971 - John e Solfamì L'Integrale 04, RW Edizioni, 2015 - I Puffi n. 8, ed. La Gazzetta dello Sport/RW, 2017 | Peyo | Peyo                                              |         |
| Note: prima pubblicazione a puntate su Spirou, dal n.1094 del 2 aprile 1959 al n.1139 dell'11 febbraio 1960. Si compone di 60 tavole. | |                       | | |                                                   |         |
| Trama: John e Solfami aiutano il fantasma di Aldebert de Baufort a liberarsi dalla maledizione che lo costringe a vagare nel suo castello per l'eternità e che ha prosciugato le sette sorgenti del suo regno, grazie anche alla strega Rachel e ai Puffi. | |                       | | |                                                   |         |
| 12 | |                       | | |                                                   |         |
| Le pays maudit | Il paese maledetto; I Puffi alla riscossa | Dupuis, 1964          | - Corriere dei Piccoli 34/48, 1969 - John e Solfamì L'Integrale 04, RW Edizioni, 2015 - I Puffi n. 5, ed. La Gazzetta dello Sport/RW, 2017                      | Peyo | Peyo                                              |         |
| Note: prima pubblicazione a puntate su Spirou dal n.1235 del 14 dicembre 1961 al n.1276 del 27 settembre 1962. Si compone di 60 tavole. | |                       | | |                                                   |         |
| Trama: John, Solfami e il re vanno in soccorso del Grande Puffo, tenuto prigioniero dal perfido Monulf e dal suo drago Fafnir. | |                       | | |                                                   |         |
| 13 | |                       | | |                                                   |         |
| Le sortilège de Maltrochu | Il sortilegio di Maltrochu; Il cane parlante | Dupuis, 1972          | - Corriere dei Piccoli 18/31, 1970 - John e Solfamì L'Integrale 04, RW Edizioni, 2015 - I Puffi n. 10, ed. La Gazzetta dello Sport/RW, 2017                     | Peyo | Peyo con François Walthéry, Gos e Marc Wasterlain |         |
| Note: prima pubblicazione a puntate su Spirou, prima parte dal n.1548 del 14 dicembre 1967 al n.1571 del 23 maggio 1968, seconda parte dal n.1641 del 25 settembre 1969 al n.1661 del 12 febbraio 1970. Si compone di 60 tavole. | |                       | | |                                                   |         |
| Trama: John e Solfami aiutano il cavalier Thierry de Plennevaux a riprendere le sue sembianze umane, dopo essere stato trasformato in cane dal barone di Maltrochu che vuole sposare al suo posto la bella Geneviève. Si rivolgono al mago Omnibus che, nella ricerca di un antidoto, usa Solfami come cavia trasformandolo a sua volta in cane. Dopo vari inutili tentativi non resta che chiedere aiuto al Grande Puffo. | |                       | | |                                                   |         |
| Storie successive alla morte di Peyo | |                       | | |                                                   |         |
| 14 | |                       | | |                                                   |         |
| La horde du corbeau | L'orda del corvo | Le Lombard, 1994      | - I Puffi n. 21, ed. La Gazzetta dello Sport/RW, 2017 | Yvan Delporte, Thierry Culliford | Alain Maury                                       |         |
| Note: prima pubblicazione direttamente in albo. Da un'idea di Peyo. Si compone di 46 tavole. | |                       | | |                                                   |         |
| Trama: Solfami abbandona il castello incompreso per la sua musica. Arrivato dall'amico barone Joel di Fafluth, scopre un complotto ai suoi danni e viene fatto prigioniero. Nel frattempo John è incaricato dal re di formare un esercito per andare in soccorso del cugino, principe Wladyslaw di Mazovia-Podlachia, le cui terre sono state invase dai barbari che ben presto arriveranno dal mago Omnibus e lo faranno prigioniero sotto lo sguardo impotente dei Puffi. Le loro strade si ricongiungeranno alla fine durante l'assedio al castello del re. | |                       | | |                                                   |         |
| 16 | |                       | | |                                                   |         |
| La nuit des sorciers | La notte degli stregoni | Le Lombard, 1998      | - I Puffi n. 27, ed. La Gazzetta dello Sport/RW, 2017 | Yvan Delporte, Thierry Culliford | Alain Maury                                       |         |
| Note: prima pubblicazione direttamente in albo. Si compone di 46 tavole. | |                       | | |                                                   |         |
| Trama: John e Solfami aiutano la strega Myriam e sua figlia Amandine a raggiungere il Monte Calvo, dove ogni anno si svolge una cerimonia con maghi e streghe nella quale la ragazza sarebbe diventata una di loro. Il perfido Ubiquitas cercherà di impedirglielo, rubando loro parte di un potente amuleto, di cui lui e il mago Omnibus possiedono gli altri due terzi. Unendo le tre parti del cosiddetto "Cerchio del potere" vorrebbe diventare lo stregone più potente del mondo, ma per fortuna il Grande Puffo arriverà in soccorso dei suoi amici.   | |                       | | |                                                   |         |

### 3 Storie di Puffi
Albi quadrati contenenti 3 storie già pubblicate sulla rivista Schtroumpf! con personaggi dei cartoni animati mai apparsi nella serie classica
| Numero tomo                                                                                             | Titolo originale                      | Edizione in albo |
| --- | ------------------------------------- | ---------------- |
| 1 | La poudre d'escampette                | Le Lombard, 1994 |
| Note: contiene anche le storie Le téléschtroumpf, Le nouveau jeu des Schtroumpfs.                       |                                       |                  |
| 2 | Gargamel fait la paix                 | Le Lombard, 1994 |
| Note: contiene anche le storie Le Schtroumpf costaud et les machines, Le petit cirque des Schtroumpfs.  |                                       |                  |
| 3 | Le tournitoula du schtroumpf musicien | Le Lombard, 1994 |
| Note: contiene anche le storie Le manoir aux mille miroirs, Le bateau des schtroumpfs.                  |                                       |                  |
| 4 | L'Anniversaire du Grand Schtroumpf    | Le Lombard, 1994 |
| Note: contiene anche le storie Le chef d'oeuvre du Schtroumpf peintre, Un baiser pour la Schtoumpfette. |                                       |                  |
| 5 | Les Malheurs du schtroumpf coquet     | Le Lombard, 1994 |
| Note: contiene anche le storie Le Schtroumpf archéologue, Les schtroumpfs et le mannequin de paille.    |                                       |                  |
| 6 | La salsepareille de Gargamel          | Le Lombard, 1994 |
| Note: contiene anche le storie Un lutin chez les Schtroumpfs, Le bébé Schtroumpf dans le pétrin.        |                                       |                  |
| 7 | Le Schtroumpf qui marchait sous l'eau | Le Lombard, 1994 |
| Note: contiene anche le storie L'ombre de l'apprenti Schtroumpf, Le Schtroumpf peureux                  |                                       |                  |
| 8 | Les Schtroumpfs gris                  | Le Lombard, 1994 |
| Note: contiene anche le storie Les vacances des Schtroumpfs, La rentrée des Schtroumpfs                 |                                       |                  |
| 9 | Les Schtroumpfs de papier             | Le Lombard, 1995 |
| Note: contiene anche le storie La Noël des Schtroumpfs, Le tournoi.                                     |                                       |                  |
| 10 | Les Schtroumpfs et dame nature        | Le Lombard, 1995 |
| Note: contiene anche le storie Le petit singe des Schtroumpfs, Le tunnel sous la Schtroumpf.            |                                       |                  |
| 11 | Le puits aux échanges                 | Le Lombard, 1995 |
| Note: contiene anche le storie La maison de Schtroumpf, Les Schtroumpfs au manège                       |                                       |                  |
| 12 | Les schtroumpfosaures                 | Le Lombard, 1995 |
| Note: contiene anche le storie Le petit chat des Schtroumpfs, Des cadeaux pour la Schtroumpfette        |                                       |                  |
| 13 | Le Schtroumpf sous-marin              | Le Lombard, 1996 |
| Note: contiene anche le storie Le Schtroumpf puant                                                      |                                       |                  |

### Pufferie
Raccolta di storie comiche di una pagina. 
Prima pubblicazione su vari numeri delle riviste Schtroumpf ! e Die Schlümpfe, 1992. Segue raccolta in albo nella serie spin-off "Pufferie" assieme a due videocassette e una statuina all'interno di una valigetta. Ogni albo contiene 44 tavole. Le tavole sono realizzate dai disegnatori dello studio: Alain Maury, Luc Parthoens, Pascal Garray, Philippe Delzenne, Jeroen de Coninck..
| Numero tomo       | Titolo originale                            | Titoli italiani                     | Edizione in albo                                                             | Pubblicazioni italiane                                                     |
| 1                 |                                             |                                     |                                                                              |                                                                            |
| ----------------- | ------------------------------------------- | ----------------------------------- | ---------------------------------------------------------------------------- | -------------------------------------------------------------------------- |
| 1                 | Schtroumpferies 1                           | L'Astropuffo innamorato; Pufferie 1 | Le Lombard, 1994                                                             | - Black Velvet, 2011 - I Puffi n. 22, ed. La Gazzetta dello Sport/RW, 2017 |
| 2                 |                                             |                                     |                                                                              |                                                                            |
| Schtroumpferies 2 | Il Puffo Quattrocchi cerca guai; Pufferie 2 | Le Lombard, 1996                    | - Black Velvet, 2012 - I Puffi n. 24, ed. La Gazzetta dello Sport/RW, 2017   |                                                                            |
| 3                 |                                             |                                     |                                                                              |                                                                            |
| Schtroumpferies 3 | Le ricette di Puffo Cuoco; Pufferie 3       | Le Lombard, 1997                    | - Black Velvet, 2012 - I Puffi n. 26, ed. La Gazzetta dello Sport/RW, 2017   |                                                                            |
| 4                 |                                             |                                     |                                                                              |                                                                            |
| Schtroumpferies 4 | Gli scherzi di Puffo Golosone; Pufferie 4   | Le Lombard, 1999                    | - RW Lineachiara, 2014 - I Puffi n. 29, ed. La Gazzetta dello Sport/RW, 2017 |                                                                            |
| 5                 |                                             |                                     |                                                                              |                                                                            |
| Schtroumpferies 5 | Pufferie 5                                  | Le Lombard, 2001                    | - I Puffi n. 34, ed. La Gazzetta dello Sport/RW, 2017                        |                                                                            |

### Collezione Pirate Dupuis
4 volumi da 7 storie inedite + 2 volumi già editi
La collana raggruppa storie brevi già apparse in edicola sulla rivista tedesca Die Schlümpfe. Per la prima volta vengono utilizzati anche personaggi originali della serie animata come Nonno Puffo, Agata la strega o Madre Natura.
| Numero tomo | Titolo originale | Titoli italiani           | Edizione in albo                                                                               | Pubblicazioni italiane                                | Testi             | Disegni           |
| 1 | |                           |                                                                                                |                                                       |                   |                   |
| --- | --- | ------------------------- | ---------------------------------------------------------------------------------------------- | ----------------------------------------------------- | ----------------- | ----------------- |
| 1 | Les Schtroumpfs et le bougloubou |                           | Dupuis, 2001                                                                                   | inedito                                               |                   |                   |
| 1 | Note: prima pubblicazione sul n. 5 di Die Schlümpfe, 1998. Pubblicazione successiva nell'albo "Les Schtroumpfs et le bougloubou", edizione Dupuis "collection Pirate", gennaio 2001.                                   |                           |                                                                                                |                                                       |                   |                   |
| 1 | Trama: |                           |                                                                                                |                                                       |                   |                   |
| 1 | Olaf le petit viking | Olaf, il piccolo vichingo | Dupuis, 2001                                                                                   | - I Puffi n. 31, ed. La Gazzetta dello Sport/RW, 2017 | Marc Wasterlain   | Jeroen de Coninck |
| 1 | Note: prima pubblicazione sul n. 84 di Die Schlümpfe, novembre 1997. Pubblicazione successiva nell'albo "Les Schtroumpfs et le bougloubou", edizione Dupuis "collection Pirate", gennaio 2001. Si compone di 4 tavole. |                           |                                                                                                |                                                       |                   |                   |
| 1 | Trama: Olaf è un bambino vichingo che approda vicino al villaggio dei Puffi e minaccia di conquistarlo. I Puffi stanno al gioco, ma nel frattempo Gargamella rapisce Baby Puffo.                                       |                           |                                                                                                |                                                       |                   |                   |
| 1 | Les Schtroumpfs et les petits fantômes |                           | Dupuis, 2001                                                                                   | inedito                                               |                   |                   |
| 1 | Note: prima pubblicazione sul n. 5 di Die Schlümpfe, 2000. Pubblicazione successiva nell'albo "Les Schtroumpfs et le bougloubou", edizione Dupuis "collection Pirate", gennaio 2001.                                   |                           |                                                                                                |                                                       |                   |                   |
| 1 | Trama: |                           |                                                                                                |                                                       |                   |                   |
| 1 | Gargamel et le crocodile |                           | Dupuis, 2001                                                                                   | inedito                                               |                   | Jeroen de Coninck |
| 1 | Note: prima pubblicazione sul n. 80 di Die Schlümpfe, 1997. Pubblicazione successiva nell'albo "Les Schtroumpfs et le bougloubou", edizione Dupuis "collection Pirate", gennaio 2001.                                  |                           |                                                                                                |                                                       |                   |                   |
| 1 | Trama: |                           |                                                                                                |                                                       |                   |                   |
| 1 | La Maman des Schtroumpfs |                           | Dupuis, 2001                                                                                   | inedito                                               |                   |                   |
| 1 | Note: |                           |                                                                                                |                                                       |                   |                   |
| 1 | Trama: |                           |                                                                                                |                                                       |                   |                   |
| 1 | Les Neveux de Gargamel |                           | Dupuis, 2001                                                                                   | inedito                                               |                   |                   |
| 1 | Note: prima pubblicazione sul n. 7 di Die Schlümpfe, 2000. Pubblicazione successiva nell'albo "Les Schtroumpfs et le bougloubou", edizione Dupuis "collection Pirate", gennaio 2001.                                   |                           |                                                                                                |                                                       |                   |                   |
| 1 | Trama: |                           |                                                                                                |                                                       |                   |                   |
| 1 | La Course de cochons d'Inde |                           | Dupuis, 2001                                                                                   | inedito                                               | Marc Wasterlain   | Ludo Borecki      |
| 1 | Note: prima pubblicazione sul n. 78 di Die Schlümpfe, 1997. Pubblicazione successiva nell'albo "Les Schtroumpfs et le bougloubou", edizione Dupuis "collection Pirate", gennaio 2001.                                  |                           |                                                                                                |                                                       |                   |                   |
| 1 | Trama: |                           |                                                                                                |                                                       |                   |                   |
| 2 | |                           |                                                                                                |                                                       |                   |                   |
| Les p'tits Schtroumpfs sur la lune | I Puffolini sulla luna | Dupuis, 2001              | - I Puffi n. 32, ed. La Gazzetta dello Sport/RW, 2017                                          | Marc Wasterlain                                       | Philippe Delzenne |                   |
| Note: prima pubblicazione sul n. 74 di Die Schlümpfe, gennaio 1997. Pubblicazione successiva nell'albo "Les p'tits Schtroumpfs sur la lune", edizione Dupuis "collection Pirate", gennaio 2001. Si compone di 8 tavole. | |                           |                                                                                                |                                                       |                   |                   |
| Trama: Bontina salva un piccolo extraterrestre dalle grinfie di Gargamella. Come ringraziamento le viene offerto un viaggio sulla luna assieme agli altri Puffolini. Sogno o realtà? | |                           |                                                                                                |                                                       |                   |                   |
| Le Schtroumpf et le petit indien | Il Puffo e il piccolo indiano | Dupuis, 2001              | - I Puffi n. 32, ed. La Gazzetta dello Sport/RW, 2017                                          | Marc Wasterlain                                       | Ludo Borecki      |                   |
| Note: prima pubblicazione sul n. 5/99 di Die Schlümpfe, maggio 1999. Pubblicazione successiva nell'albo "Les p'tits Schtroumpfs sur la lune", edizione Dupuis "collection Pirate", gennaio 2001. Si compone di 4 tavole. | |                           |                                                                                                |                                                       |                   |                   |
| Trama: Un bambino indiano, risalendo il fiume, incontra un Puffo, ma purtroppo anche Gargamella è in agguato. | |                           |                                                                                                |                                                       |                   |                   |
| Le champignon d'or | Il fungo d'oro | Dupuis, 2001              | - I Puffi n. 32, ed. La Gazzetta dello Sport/RW, 2017                                          | Marc Wasterlain                                       | Philippe Delzenne |                   |
| Note: prima pubblicazione sul n. 53 di Die Schlümpfe, novembre 1994. Pubblicazione successiva nell'albo "Les p'tits Schtroumpfs sur la lune", edizione Dupuis "collection Pirate", gennaio 2001. Si compone di 8 tavole. | |                           |                                                                                                |                                                       |                   |                   |
| Trama: Grande Puffo ha bisogno del mitico fungo d'oro delle fate, ingrediente necessario per "puffare" la pietra blu della saggezza. Un gruppo di Puffi va a cercarlo, ma si imbatte in Gargamella... | |                           |                                                                                                |                                                       |                   |                   |
| Un vrai faucon | Un vero falco | Dupuis, 2001              | - I Puffi n. 32, ed. La Gazzetta dello Sport/RW, 2017                                          | Marc Wasterlain                                       | Pascal Garray     |                   |
| Note: prima pubblicazione sul n. 3/2000 di Die Schlümpfe, marzo 2000. Pubblicazione successiva nell'albo "Les p'tits Schtroumpfs sur la lune", edizione Dupuis "collection Pirate", gennaio 2001. Si compone di 4 tavole. | |                           |                                                                                                |                                                       |                   |                   |
| Trama: Gargamella addestra un falco per catturare i Puffi. | |                           |                                                                                                |                                                       |                   |                   |
| Le nouvel an des Schtroumpfs | Il Capodanno dei Puffi | Dupuis, 2001              | - I Puffi n. 32, ed. La Gazzetta dello Sport/RW, 2017                                          | Marc Wasterlain                                       | Philippe Delzenne |                   |
| Note: prima pubblicazione sul n. 1/99 di Die Schlümpfe, gennaio 1999. Pubblicazione successiva nell'albo "Les p'tits Schtroumpfs sur la lune", edizione Dupuis "collection Pirate", gennaio 2001. Si compone di 8 tavole. | |                           |                                                                                                |                                                       |                   |                   |
| Trama: Bontina libera dei cuccioli di volpe da una trappola di Gargamella e porta il più piccolo da Puffetta, che lo accudisce assieme a Baby Puffo. È la notte di Capodanno e al momento del veglione, i due piccoli vengono affidati a Pigrone che ovviamente si addormenta e non si accorge della loro fuga. Baby Puffo finisce nelle grinfie del gatto Gattross che lo porta al castello del suo padrone, lo stregone Barbacheprude. La piccola volpe torna indietro a cercare aiuto mentre il vecchio mago si serve dell'ingenuità di Gargamella per catturare altri Puffi, trasformandolo in gargoyleǃ                                                    | |                           |                                                                                                |                                                       |                   |                   |
| Super Schtroumpf | Superpuffo | Dupuis, 2001              | - I Puffi n. 32, ed. La Gazzetta dello Sport/RW, 2017                                          | Marc Wasterlain                                       | Jeroen de Coninck |                   |
| Note: prima pubblicazione sul n. 3/99 di Die Schlümpfe, marzo 1999. Pubblicazione successiva nell'albo "Les p'tits Schtroumpfs sur la lune", edizione Dupuis "collection Pirate", gennaio 2001. Si compone di 4 tavole. | |                           |                                                                                                |                                                       |                   |                   |
| Trama: Un Puffo acquista superpoteri grazie alla bacchetta magica della fata Clo-Clo, che salva dalle mani di un orco e di Gargamella. | |                           |                                                                                                |                                                       |                   |                   |
| Snowboard schtroumpf | Snowboard per Puffi | Dupuis, 2001              | - I Puffi n. 32, ed. La Gazzetta dello Sport/RW, 2017                                          | Marc Wasterlain                                       | Philippe Delzenne |                   |
| Note: prima pubblicazione sul n. 2/99 di Die Schlümpfe, febbraio 1999. Pubblicazione successiva nell'albo "Les p'tits Schtroumpfs sur la lune", edizione Dupuis "collection Pirate", gennaio 2001. Si compone di 8 tavole. | |                           |                                                                                                |                                                       |                   |                   |
| Trama: L'abominevole uomo delle nevi depreda il villaggio degli uomini, ma Nonno Puffo, che abita in alta montagna come lui, non ne è convinto. Dietro la faccenda c'è lo zampino di Gargamella. | |                           |                                                                                                |                                                       |                   |                   |
| 3 | |                           |                                                                                                |                                                       |                   |                   |
| La Schtroumpfette et le chevalier | La Puffetta e il cavaliere | Dupuis, 2001              | - I Puffi n. 31, ed. La Gazzetta dello Sport/RW, 2017                                          | Marc Wasterlain                                       | Philippe Delzenne |                   |
| Note: prima pubblicazione sul n. 80 di Die Schlümpfe, luglio 1997. Pubblicazione successiva nell'albo "La Schtroumpfette et le chevalier", edizione Dupuis "collection Pirate", luglio 2001. Si compone di 8 tavole. | |                           |                                                                                                |                                                       |                   |                   |
| Trama: Puffetta aiuta un cavaliere e la sua amata a tornare umani dopo essere stati trasformati in rane dal mago dei boschi con la collaborazione di Gargamella. | |                           |                                                                                                |                                                       |                   |                   |
| Super Schtroumpf contre super Gargamel | Superpuffo contro Supergargamella | Dupuis, 2001              | - Il Giornalino n. 47 - 24 novembre 2002 - I Puffi n. 31, ed. La Gazzetta dello Sport/RW, 2017 | Marc Wasterlain                                       | Jeroen de Coninck |                   |
| Note: prima pubblicazione sul n. 3/99 di Die Schlümpfe, marzo 1999. Pubblicazione successiva nell'albo "La Schtroumpfette et le chevalier", edizione Dupuis "collection Pirate", luglio 2001. Si compone di 4 tavole. | |                           |                                                                                                |                                                       |                   |                   |
| Trama: Un Puffo acquista superpoteri grazie alla magia della fata Clo-clo, ma anche Gargamella decide di non essere da meno. | |                           |                                                                                                |                                                       |                   |                   |
| La petite sirène des Schtroumpfs | La sirenetta dei Puffi | Dupuis, 2001              | - I Puffi n. 31, ed. La Gazzetta dello Sport/RW, 2017                                          | Marc Wasterlain                                       | Ludo Borecki      |                   |
| Note: prima pubblicazione sul n. 73 di Die Schlümpfe, dicembre 1996. Pubblicazione successiva nell'albo "La Schtroumpfette et le chevalier", edizione Dupuis "collection Pirate", luglio 2001. Si compone di 8 tavole. | |                           |                                                                                                |                                                       |                   |                   |
| Trama: Gargamella decide di creare una nuova Puffetta, ma un fulmine colpisce la sua pozione magica da cui viene fuori una sirenetta. Il mago decide allora di sfruttare il suo canto per catturare i Puffi. | |                           |                                                                                                |                                                       |                   |                   |
| La montagne des baisers | La montagna dei baci | Dupuis, 2001              | - I Puffi n. 31, ed. La Gazzetta dello Sport/RW, 2017                                          | Marc Wasterlain                                       | Pascal Garray     |                   |
| Note: prima pubblicazione sul n. 85 di Die Schlümpfe, gennaio 1998. Pubblicazione successiva nell'albo "La Schtroumpfette et le chevalier", edizione Dupuis "collection Pirate", luglio 2001. Si compone di 4 tavole. | |                           |                                                                                                |                                                       |                   |                   |
| Trama: I Puffi salgono sulla montagna dei desideri dove Nonno Puffo custodisce una pietra magica che esaudisce le richieste di chi la bacia. Agata e Gargamella però sono nei paraggi... | |                           |                                                                                                |                                                       |                   |                   |
| Le grand orchestre des Schtroumpfs | Il grande concerto | Dupuis, 2001              | - I Puffi n. 31, ed. La Gazzetta dello Sport/RW, 2017                                          | Marc Wasterlain                                       | Philippe Delzenne |                   |
| Note: prima pubblicazione sul n. 70 di Die Schlümpfe, ottobre 1996. Pubblicazione successiva nell'albo "La Schtroumpfette et le chevalier", edizione Dupuis "collection Pirate", luglio 2001. Si compone di 8 tavole. | |                           |                                                                                                |                                                       |                   |                   |
| Trama: Stonato viene estromesso dall'orchestra dei Puffi e cede alle lusinghe di Gargamella che vuol farlo diventare un perfetto musicista con la magia. Ma la magia ha un prezzo... | |                           |                                                                                                |                                                       |                   |                   |
| Le Schtroumpf puant et le putois | Sciattoso e la puzzola | Dupuis, 2001              | - I Puffi n. 31, ed. La Gazzetta dello Sport/RW, 2017                                          | Marc Wasterlain                                       | Ludo Borecki      |                   |
| Note: prima pubblicazione sul n. 10/2000 di Die Schlümpfe, ottobre 2000. Pubblicazione successiva nell'albo "La Schtroumpfette et le chevalier", edizione Dupuis "collection Pirate", luglio 2001. Si compone di 4 tavole. | |                           |                                                                                                |                                                       |                   |                   |
| Trama: Il Puffo Scisattoso e la sua puzzola non sono ben accetti nel villaggio e si accampano nella foresta dove vengono catturati da Gargamella. | |                           |                                                                                                |                                                       |                   |                   |
| Les six filles de Grossbouf | Le sei figlie di Buegrasso | Dupuis, 2001              | - I Puffi n. 31, ed. La Gazzetta dello Sport/RW, 2017                                          | Marc Wasterlain                                       | Philippe Delzenne |                   |
| Note: prima pubblicazione sul n. 78 di Die Schlümpfe, maggio 1997. Pubblicazione successiva nell'albo "La Schtroumpfette et le chevalier", edizione Dupuis "collection Pirate", luglio 2001. Si compone di 8 tavole. | |                           |                                                                                                |                                                       |                   |                   |
| Trama: Sei Puffi si perdono nella foresta e trovano rifugio in una vecchia casa dove trovano sei scodelle e sei lettini. Scopriranno che lì abita Buegrasso con la sua vecchia mamma e sei figlie nane, ma purtroppo Gargamella è in agguato. | |                           |                                                                                                |                                                       |                   |                   |
| 4 | |                           |                                                                                                |                                                       |                   |                   |
| La piscine des Schtroumpfs | La piscina dei Puffi | Dupuis, 2001              | - I Puffi n. 33, ed. La Gazzetta dello Sport/RW, 2017                                          |                                                       |                   |                   |
| Note: prima pubblicazione sul n. 7 di Die Schlümpfe, 1999. Pubblicazione successiva nell'albo "La piscine des Schtroumpfs", edizione Dupuis "collection Pirate", luglio 2001. Si compone di 8 tavole. | |                           |                                                                                                |                                                       |                   |                   |
| Trama: Inventore costruisce una piscina per tutti, ma ben presto ogni Puffo ne vorrà una personale fino a far degenerare la situazione. | |                           |                                                                                                |                                                       |                   |                   |
| La grande cascade des Schtroumpfs | La grande cascata dei Puffi | Dupuis, 2001              | - I Puffi n. 33, ed. La Gazzetta dello Sport/RW, 2017                                          |                                                       |                   |                   |
| Note: Pubblicazione nell'albo "La piscine des Schtroumpfs", edizione Dupuis "collection Pirate", luglio 2001. Si compone di 4 tavole. | |                           |                                                                                                |                                                       |                   |                   |
| Trama: Gargamella insegue i Puffi lungo il fiume finendo nella cascata che porta alla grotta della valchiria. | |                           |                                                                                                |                                                       |                   |                   |
| La chaîne ardente | La catena ardente | Dupuis, 2001              | - I Puffi n. 33, ed. La Gazzetta dello Sport/RW, 2017                                          |                                                       | Jeroen de Coninck |                   |
| Note: Pubblicazione nell'albo "La piscine des Schtroumpfs", edizione Dupuis "collection Pirate", luglio 2001. Si compone di 8 tavole. | |                           |                                                                                                |                                                       |                   |                   |
| Trama: Puffetta chiede un filtro magico al Grande Puffo per far invaghire di lei l'unico che non la corteggia, ovvero il Puffo Forzuto, che pensa solo allo sport. Grande Puffo le parla della "Mano ardente", capace di attrarre a sé chi gli sta vicino, ma rifiuta di dargliela. Puffetta si rivolge allora al Puffo Alchimista (l'apprendipuffo) che però esagera con la pozione per usarla a suo vantaggio. La dose eccessiva porta ad incollare ogni Puffo l'uno con l'altro fino ad attrarre anche Gargamella che chiude la catena attorno ad un albero. Solo Forzuto, che si stava allenando fuori dal villaggio, è rimasto libero e può salvare tutti. | |                           |                                                                                                |                                                       |                   |                   |
| Le Schtroumpf et le miroir ensorcelé | Il Puffo e lo specchio stregato | Dupuis, 2001              | - I Puffi n. 33, ed. La Gazzetta dello Sport/RW, 2017                                          |                                                       |                   |                   |
| Note: prima pubblicazione sul n. 6 di Die Schlümpfe, 1999. Pubblicazione successiva nell'albo "La piscine des Schtroumpfs", edizione Dupuis "collection Pirate", luglio 2001. Si compone di 4 tavole. | |                           |                                                                                                |                                                       |                   |                   |
| Trama: Un Puffo trova uno specchio in cui gli appare un elfo vittima di un sortilegio che lo ha trasformato in pietra. Solo riportandogli lo specchio, l'incantesimo potrà essere spezzato, ma il Puffo non sa che automaticamente prenderà il suo posto. Il suo grido d'aiuto sarà ascoltato da Gargamella... | |                           |                                                                                                |                                                       |                   |                   |
| Un yorkshire chez les Schtroumpfs | Uno yorkshire dai Puffi | Dupuis, 2001              | - I Puffi n. 33, ed. La Gazzetta dello Sport/RW, 2017                                          |                                                       |                   |                   |
| Note: prima pubblicazione sul n. 86 di Die Schlümpfe, 1998. Pubblicazione successiva nell'albo "La piscine des Schtroumpfs", edizione Dupuis "collection Pirate", luglio 2001. Si compone di 8 tavole. | |                           |                                                                                                |                                                       |                   |                   |
| Trama: Gargamella ruba il cane ai figli del mugnaio per chiederne il riscatto, ma il piccolo yorkshire riesce a fuggire e, incontrando Cucciolo, arriva nel villaggio dei Puffi. | |                           |                                                                                                |                                                       |                   |                   |
| La descente de la rivière Schtroumpf | La discesa del fiume | Dupuis, 2001              | - I Puffi n. 33, ed. La Gazzetta dello Sport/RW, 2017                                          |                                                       | Jeroen de Coninck |                   |
| Note: Pubblicazione nell'albo "La piscine des Schtroumpfs", edizione Dupuis "collection Pirate", luglio 2001. Si compone di 4 tavole. | |                           |                                                                                                |                                                       |                   |                   |
| Trama: Il Puffo Esploratore discendono il fiume in canoa. Lungo il tragitto incontreranno lucci, libellule, un orso e... Gargamellaǃ | |                           |                                                                                                |                                                       |                   |                   |
| Les jouets de Noël | I giocattoli di Natale | Dupuis, 2001              | - I Puffi n. 33, ed. La Gazzetta dello Sport/RW, 2017                                          |                                                       |                   |                   |
| Note: prima pubblicazione sul n. 12 di Die Schlümpfe, 2000. Pubblicazione successiva nell'albo "La piscine des Schtroumpfs", edizione Dupuis "collection Pirate", luglio 2001. Si compone di 8 tavole. | |                           |                                                                                                |                                                       |                   |                   |
| Trama: Gli aiutanti di Babbo Natale si scontrano con Gargamella e finiscono nel fiume, perdendo i doni per i bambini del vicino villaggio. I Puffi li aiutano a realizzare nuovi regali, ma Gargamella è sempre nei paraggi e ruba la loro slitta. Per fortuna nella foresta c'è Nonno Puffo che riesce a seguire le sue tracce... | |                           |                                                                                                |                                                       |                   |                   |
| 5 | |                           |                                                                                                |                                                       |                   |                   |
| La soupe aux Schtroumpfs | | Dupuis, 2003              | inedito                                                                                        |                                                       |                   |                   |
| Note: | |                           |                                                                                                |                                                       |                   |                   |
| Trama: | |                           |                                                                                                |                                                       |                   |                   |
| Schtroumpferies | | Dupuis, 2003              | inedito                                                                                        |                                                       |                   |                   |
| Note: | |                           |                                                                                                |                                                       |                   |                   |
| Trama: | |                           |                                                                                                |                                                       |                   |                   |
| 6 | |                           |                                                                                                |                                                       |                   |                   |
| Les Schtroumpfs olympiques | | Dupuis, 2003              | inedito                                                                                        |                                                       |                   |                   |
| Note: | |                           |                                                                                                |                                                       |                   |                   |
| Trama: | |                           |                                                                                                |                                                       |                   |                   |
| Pâques schtroumpfantes | | Dupuis, 2003              | inedito                                                                                        |                                                       |                   |                   |
| Note: | |                           |                                                                                                |                                                       |                   |                   |
| Trama: | |                           |                                                                                                |                                                       |                   |                   |
| Le jardin des Schtroumpfs | | Dupuis, 2003              | inedito                                                                                        |                                                       |                   |                   |
| Note: | |                           |                                                                                                |                                                       |                   |                   |
| Trama: | |                           |                                                                                                |                                                       |                   |                   |

### Barzellette sui Puffi
Raccolta di sketch da 1 a 3 vignette
| Numero tomo                            | Titolo originale                       | Titoli italiani                         | Edizione in albo     | Pubblicazioni italiane                                |
| 1                                      |                                        |                                         |                      |                                                       |
| -------------------------------------- | -------------------------------------- | --------------------------------------- | -------------------- | ----------------------------------------------------- |
| 1                                      | 120 blagues et autres surprises Vol. 1 | 120 scherzi da Puffi e altre sorprese 1 | Le Lombard, 2007     | - I Puffi n. 39, ed. La Gazzetta dello Sport/RW, 2017 |
| 2                                      |                                        |                                         |                      |                                                       |
| 120 blagues et autres surprises Vol. 2 | Scherzi da Puffi                       | Le Lombard, 2008                        | - Black Velvet, 2011 |                                                       |
| 3                                      |                                        |                                         |                      |                                                       |
| 120 blagues et autres surprises Vol. 3 | Risate da Puffi                        | Le Lombard, 2009                        | - Black Velvet, 2011 |                                                       |
| 4                                      |                                        |                                         |                      |                                                       |
| 120 blagues et autres surprises Vol. 4 | Giochi da Puffi                        | Le Lombard, 2010                        | - Black Velvet, 2012 |                                                       |
| 5                                      |                                        |                                         |                      |                                                       |
| 120 blagues et autres surprises Vol. 5 |                                        | Le Lombard, 2012                        | inedito              |                                                       |

### L'Universo dei Puffi
| Gargamel et le crocodile         | Le Lombard, luglio 2011          | inedito                                |                           |         |  |
| Le frère jumeau de Gargamel      | Le Lombard, luglio 2011          | inedito                                |                           |         |  |
| L'Ogre et les Schtroumpfs        | Le Lombard, luglio 2011          | inedito                                |                           |         |  |
| Les Schtroumpfs et le Bougloubou | Le Lombard, luglio 2011          | inedito                                |                           |         |  |
| Les neveux de Gargamel           | Le Lombard, luglio 2011          | inedito                                |                           |         |  |
| Sagratamabarb                    | Le Lombard, luglio 2011          | inedito                                |                           |         |  |
| 2                                | Noël chez les Schtroumpfs        |                                        |                           |         |  |
| 2                                | Noël chez les Schtroumpfs        | Le petit sapin                         | Le Lombard, novembre 2012 | inedito |  |
| 2                                | Noël chez les Schtroumpfs        | Hibernatus Schtroumpfimus              | Le Lombard, novembre 2012 | inedito |  |
| 2                                | Noël chez les Schtroumpfs        | D'étranges bonshommes de neige         | Le Lombard, novembre 2012 | inedito |  |
| 2                                | Noël chez les Schtroumpfs        | La Noël des Schtroumpfs                | Le Lombard, novembre 2012 | inedito |  |
| 2                                | Noël chez les Schtroumpfs        | La Noël du petit Pierre                | Le Lombard, novembre 2012 | inedito |  |
| 3                                | Sacrée Schtroumpfette            |                                        | Le Lombard, novembre 2012 |         |  |
| 3                                | Sacrée Schtroumpfette            | Un baiser pour la Schtroumpfette       | Le Lombard, luglio 2013   | inedito |  |
| 3                                | Sacrée Schtroumpfette            | Bombollino chez les Schtroumpfs        | Le Lombard, luglio 2013   | inedito |  |
| 3                                | Sacrée Schtroumpfette            | Le petit Schtroumpferon rouge          | Le Lombard, luglio 2013   | inedito |  |
| 3                                | Sacrée Schtroumpfette            | Bébé chouette                          | Le Lombard, luglio 2013   | inedito |  |
| 3                                | Sacrée Schtroumpfette            | Le château hanté                       | Le Lombard, luglio 2013   | inedito |  |
| 4                                | Des monstres et des Schtroumpfs  |                                        | Le Lombard, luglio 2013   |         |  |
| 4                                | Des monstres et des Schtroumpfs  | Les glands d'or                        | Le Lombard, agosto 2014   | inedito |  |
| 4                                | Des monstres et des Schtroumpfs  | Le château de glace                    | Le Lombard, agosto 2014   | inedito |  |
| 4                                | Des monstres et des Schtroumpfs  | Les carottes sauvages                  | Le Lombard, agosto 2014   | inedito |  |
| 4                                | Des monstres et des Schtroumpfs  | Grossbouf et les lézards               | Le Lombard, agosto 2014   | inedito |  |
| 4                                | Des monstres et des Schtroumpfs  | Motro, le monstre de la forêt          | Le Lombard, agosto 2014   | inedito |  |
| 5                                | Les Schtroumpfs fêtent Halloween |                                        | Le Lombard, agosto 2014   |         |  |
| 5                                | Les Schtroumpfs fêtent Halloween | Halloween                              | Le Lombard, ottobre 2014  | inedito |  |
| 5                                | Les Schtroumpfs fêtent Halloween | Les Schtroumpfs et les petits fantômes | Le Lombard, ottobre 2014  | inedito |  |
| 5                                | Les Schtroumpfs fêtent Halloween | L'École des fées                       | Le Lombard, ottobre 2014  | inedito |  |
| 5                                | Les Schtroumpfs fêtent Halloween | L'ombre de l'apprenti Schtroumpf       | Le Lombard, ottobre 2014  | inedito |  |
| 5                                | Les Schtroumpfs fêtent Halloween | Le manoir aux mille miroirs            | Le Lombard, ottobre 2014  | inedito |  |
| 6                                | Les Schtroumpfs font du sport    |                                        | Le Lombard, ottobre 2014  |         |  |
| 6                                | Les Schtroumpfs font du sport    | Football Schtroumpf                    | Le Lombard, luglio 2015   | inedito |  |
| 6                                | Les Schtroumpfs font du sport    | La course de cochons d'inde            | Le Lombard, luglio 2015   | inedito |  |
| 6                                | Les Schtroumpfs font du sport    | Schtroumpfs nautiques                  | Le Lombard, luglio 2015   | inedito |  |
| 6                                | Les Schtroumpfs font du sport    | Patinage sur glace                     | Le Lombard, luglio 2015   | inedito |  |
| 6                                | Les Schtroumpfs font du sport    | Roller-Schtroumpf                      | Le Lombard, luglio 2015   | inedito |  |
| 6                                | Les Schtroumpfs font du sport    | Le nouveau jeu des Schtroumpfs         | Le Lombard, luglio 2015   | inedito |  |
| 7                                | Les Schtroumpfs en vacances      |                                        |                           |         |  |
| 7                                | Les Schtroumpfs en vacances      | Les vacances des Schtroumpfs           | Le Lombard, luglio 2016   | inedito |  |
| 7                                | Les Schtroumpfs en vacances      | Vive les vacances                      | Le Lombard, luglio 2016   | inedito |  |
| 7                                | Les Schtroumpfs en vacances      | Une partie de cerfs-volants            | Le Lombard, luglio 2016   | inedito |  |
| 7                                | Les Schtroumpfs en vacances      | La piscine des Schtroumpfs             | Le Lombard, luglio 2016   | inedito |  |
| 7                                | Les Schtroumpfs en vacances      | Surfing Schtroumpf                     | Le Lombard, luglio 2016   | inedito |  |

### I Puffi e il Villaggio delle Ragazze
Nuova serie formato rivista con inedita veste grafica e 5 storie per fascicolo da 8 tavole. 
La sceneggiatura è firmata da Thierry Culliford, Alain Jost e Luc Parthoens. I disegni sono diː Alain Maury, Jeroen de Coninck, Miguel Diaz e Laurent Cagniat, con colori di Paolo Maddaleni.
L'ambientazione riprende i personaggi del film I Puffi - Viaggio nella foresta segreta del 2017.
Per la prima volta in una storia a fumetti il Puffo Tontolone viene caratterizzato col berretto abbassato sugli occhi, mutuandone l'aspetto dai film e dalla serie animata. La pubblicazione originale riporta in copertina il titolo della collana (Les Schtroumpfs et le Village des Filles) seguito dal numero e dal titolo del fascicolo (1 - La Forêt interdite; 2 - La Trahison de Bouton d'Or) mentre l'adattamento italiano, attualmente realizzato solo per la prima uscita, riporta semplicemente la dicitura "I Puffi e la foresta proibita" senza numerazione.
| Numero tomo | Titolo albo                                      | Titolo originale | Titoli italiani                      | Edizione in albo          | Pubblicazioni italiane                                      |
| 1           | La Forêt interdite I Puffi e la foresta proibita | |                                      |                           |                                                             |
| ----------- | ------------------------------------------------ | --- | ------------------------------------ | ------------------------- | ----------------------------------------------------------- |
| 1           | La Forêt interdite I Puffi e la foresta proibita | Défis por le Schtroumpf Costaud | Sfida al Puffo Forzuto               | Le Lombard, 2017          | I Puffi e la foresta proibita - 2017 - RW Lineachiara, 2017 |
| 1           | La Forêt interdite I Puffi e la foresta proibita | Note: pubblicazione direttamente in albo. Si compone di 8 tavole. |                                      |                           |                                                             |
| 1           | La Forêt interdite I Puffi e la foresta proibita | Trama: Tempesta non crede ai racconti di Forzuto, che dovrà dimostrare il suo coraggio affrontando varie prove. |                                      |                           |                                                             |
| 1           | La Forêt interdite I Puffi e la foresta proibita | La promenade du Schtroumpf à lunettes | La passeggiata del Puffo Quattrocchi | Le Lombard, 2017          | I Puffi e la foresta proibita - 2017 - RW Lineachiara, 2017 |
| 1           | La Forêt interdite I Puffi e la foresta proibita | Note: pubblicazione direttamente in albo. Si compone di 8 tavole. |                                      |                           |                                                             |
| 1           | La Forêt interdite I Puffi e la foresta proibita | Trama: Bocciolina invita Quattrocchi a fare una passeggiata nella foresta per mostrargli usi e costumi della tribù. |                                      |                           |                                                             |
| 1           | La Forêt interdite I Puffi e la foresta proibita | Le dragon volant du Schtroumpf Maladroit | Il drago volante del Puffo Tontolone | Le Lombard, 2017          | I Puffi e la foresta proibita - 2017 - RW Lineachiara, 2017 |
| 1           | La Forêt interdite I Puffi e la foresta proibita | Note: pubblicazione direttamente in albo. Si compone di 8 tavole. |                                      |                           |                                                             |
| 1           | La Forêt interdite I Puffi e la foresta proibita | Trama: Tontolone vive una rocambolesca avventura per salvare l'uovo di un piccolo drago volante. |                                      |                           |                                                             |
| 1           | La Forêt interdite I Puffi e la foresta proibita | Un monde schtroumpfement étrange | Un mondo puffamente strano           | Le Lombard, 2017          | I Puffi e la foresta proibita - 2017 - RW Lineachiara, 2017 |
| 1           | La Forêt interdite I Puffi e la foresta proibita | Note: pubblicazione direttamente in albo. Si compone di 8 tavole. |                                      |                           |                                                             |
| 1           | La Forêt interdite I Puffi e la foresta proibita | Trama: Gigliola racconta come sia arrivata ad incontrare Puffetta oltre il muro. |                                      |                           |                                                             |
| 1           | La Forêt interdite I Puffi e la foresta proibita | Les Schtroumpfeurs de courges | I puffatori di zucche                | Le Lombard, 2017          | I Puffi e la foresta proibita - 2017 - RW Lineachiara, 2017 |
| 1           | La Forêt interdite I Puffi e la foresta proibita | Note: pubblicazione direttamente in albo. Si compone di 8 tavole. La storia introduce un nuovo nemico che dovrebbe ritornare in eventuali pubblicazioni successive. Vengono fatti i nomi di altre "ragazze" del villaggioː Miele e Quadrifoglia. |                                      |                           |                                                             |
| 1           | La Forêt interdite I Puffi e la foresta proibita | Trama: Mirtilla mostra ai Puffi il loro campo di zucche, ma lo trova devastato. Per terra vi sono impronte di un animale che non appartiene a nessuna specie della foresta incantata. Tempesta gli tende una trappola e riesce a catturarloː si tratta di una bestia dal pelo blu e i lunghi denti, ma presto arriveranno altri "dentoni" in suo soccorso. |                                      |                           |                                                             |
| 2           | La Trahison de Bouton d'or                       | |                                      | Le Lombard, agosto 2018   | inedito                                                     |
| 3           | Le corbeau                                       | |                                      | Le Lombard, ottobre 2019  | inedito                                                     |
| 4           | Un nouveau départ                                | |                                      | Le Lombard, novembre 2020 | inedito                                                     |

### Edizione italiana
In Italia I Puffi neri appare a puntate sul Corriere dei piccoli, dove gli gnometti acquisteranno per la prima volta il nome col quale tutti i lettori (e gli spettatori) italiani li conoscono. Ma non è questa la prima uscita in Italia della comunità di questi personaggi. Il loro effettivo debutto è collegato alla licenza che nel 1962 la casa editrice milanese Dardo ha acquistato dall'editore Dupuis per tradurre ed adattare in Italia diversi personaggi del fumetto franco-belga: nel 1963 sul giornalino Tipitì appaiono le avventure di "Rolando e Tipitì", che incontrano presto gli "Strunfi" nella storia "Il Flauto a Sei Strunfi" pubblicato sui numeri 21/27. Nel 1964, la riedizione di questa avventura sui numeri 24/33 del Corriere dei Piccoli cambia i nomi dei protagonisti in "Rolando e Pirulì" e in "Puffi" nonché, dopo il film e la serie TV in "John e Solfami". Nelle prime pubblicazioni delle storie i nomi dei personaggi principali sono un po' diversi da quelli che conosciamo ora, ed anche la colorazione è differente, ad esempio ci sono il Gran Puffo, il Puffo con gli occhiali e la Puffina, il vestito di Grande Puffo a volte è bianco o colorato per metà, quello di Puffetta è rosa nella versione cattiva e rosso nella versione buona, i Ciuffi si chiamano Sclip mentre nella sua prima apparizione Birba è addirittura bianca.
Negli anni Ottanta Hanna & Barbera traducono in cartoni animati le avventure dei Puffi, che ottengono un successo planetario. In Italia, oltre al Corriere dei piccoli, che continua a pubblicare a puntate i fumetti originali assieme alla riduzione in tavole dei fotogrammi della serie animata, varie case editrici stampano molti albi con le prime storie dei Puffi, da Salani editrice (Storie di Puffi) a Mondadori (Mondo puffo e Storie puffe). Le loro avventure lunghe appaiono anche sul Giornalino, mentre le gag di una pagina chiudono i numeri di Famiglia Cristiana. La casa editrice Edigamma riprende più volte le avventure dei Puffi in edicola, dal 1986 al 1987 col quattordicinale I Puffi, dal 1992 al 1995 con un mensile dallo stesso titolo, e in particolare con Il corrierino dei Puffi che nel 1992 e nel 1997 pubblica le storie inedite per l'Italia, già apparse sul tedesco Die schlümpfe e sul francese Schtroumpf!. Solo nel 2005 all'interno della serie I classici del fumetto di Repubblica viene dato alle stampe I puffi. Nel blu dipinto di blu, un volume unico che raccoglie le prime storie nonché alcune avventure inedite introdotte da una ricca prefazione. Dal 2007 al 2008 la casa joint venture Planeta DeAgostini traduce per l'Italia 26 volumi che corrispondono alle edizioni cartonate originali della Dupuis. Si tratta delle 25 storie dei Puffi fino ad allora pubblicate più Il flauto a sei puffi, che fa invece parte della collana di John e Solfami. La cronologia viene rispettata ad eccezione proprio di questa storia, che viene proposta come secondo volume della serie, ma che invece è antecedente a tutte le altre avventure e non rientra nella numerazione ufficiale che va da T1 a T25. Trattandosi di una casa editrice estera, si possono riscontrare errori nel lettering e nell'adattamento del testo. Le storie lunghe sono numerate da T26 a T29 sono state pubblicate in Italia dalla Black Velvet Editrice tra il 2011 e il 2012, assieme a 3 volumi contenenti ognuno 120 strisce originali (corrispondenti a 120 blagues de Schtroumpfs T2, T3 e T4) e a 3 volumi con 44 racconti ciascuno (corrispondenti a Schtroumpferies T1, T2 e T3) editi in originale dalle Editions du Lombard.
Dal 2013 è la casa editrice RW Edizioni a proseguire con la pubblicazione delle storie T30 e T31, occupandosi anche della traduzione del primo maxi-volume della Dupuis intitolato I Puffi L'Integrale 1 che, assieme ad una ricca prefazione di circa 50 pagine, propone la ristampa cronologica di tutte le avventure dal 1958 al 1966. Nel 2014, con la stessa metodologia viene pubblicato John e Solfamì L'Integrale 1 ad opera della stessa casa editrice. L'opera prosegue nel 2014 con I Puffi L'Integrale 2 che contiene le avventure dal 1967 al 1969 e con John e Solfamì L'Integrale 2 e 4 nel 2015. Inoltre la stessa casa editrice ripubblica le avventure sceneggiate da Thierry Culliford, ovvero quelle numerate da T17 in poi, assieme alle Pufferie rimaste ancora inedite. Nel 2017, a seguito dell'uscita nelle sale del film I Puffi - Viaggio nella foresta segreta, La Gazzetta dello Sport in collaborazione con RW Edizioni pubblica settimanalmente in edicola tutte le storie della serie classica dei Puffi firmate da Peyo, assieme alle avventure in cui sono presenti John e Solfami, alle Pufferie, al primo volume di Strisce e a parte delle storie inedite della collezione Pirate, per un totale di 40 volumi. Purtroppo non mancano alcuni errori, come l'errata cronologia delle storie di John e Solfami o l'errata traduzione dei nomi, spesso diversi da una storia all'altra pur trattandosi dello stesso personaggio (ad esempio Madama Barbara/Dame Barbe o Cucciolo/Puppy) o di personaggi diversi identificati come lo stesso Puffo (Tontolone/Maldestro o Panettiere/Cuoco). Sempre RW edizioni pubblica il primo numero di una nuova serie di fumetti ispirata ai personaggi del film, dal titolo "I Puffi e la foresta proibita".
Edizioni in volume e riviste
| Anno                        | Titolo | Numeri albi | Edizione                                       |
| --------------------------- | --- | ----------- | ---------------------------------------------- |
| 1976                        | Linea Puffi storie a fumetti | 6           | AMZ editrice                                   |
| febbraio 1984 (3ª ristampa) | Il grande libro dei puffi | -           | AMZ editrice                                   |
| 1985                        | Gli sport dei puffi | -           | AMZ editrice                                   |
| 1985                        | Tutto Puffi - Tutto quello che avreste voluto sapere sui puffi e che nessuno ha mai osato puffarvi                                    | -           | AMZ editrice                                   |
| 1980                        | Storie di puffi | 10          | Salani editrice                                |
| 1986                        | I Puffi fumetti | 9           | Editrice Edigamma                              |
| 1991                        | I Puffi | 27          | Editrice Edigamma                              |
| 1992                        | Il corrierino dei Puffi | 9           | Editrice Edigamma                              |
| 1993                        | Mondo Puffo | 19          | Arnoldo Mondadari Editore                      |
| 1993                        | Il primo libro dei puffi - Il puffobolario cominciando dalla P                                                                        | -           | Mondadori, ISBN 88-04-37528-0                  |
| 1997                        | Il corrierino dei Puffi | 24          | Editrice Edigamma                              |
| 2005                        | I puffi. Nel blu dipinto di blu | -           | I classici del fumetto di Repubblica Serie oro |
| 2007-2008                   | I Puffi | 26          | Planeta DeAgostini                             |
| 2009-2010                   | I Puffi | 11          | Nord-Sud                                       |
| 2010                        | I Puffi (Il mio primo libro, I librotti dei Puffi, Il libro magnetico dei puffi, Scuola di disegno con i puffi, I Puffi - con gadget) | 5           | Liscianigiochi                                 |
| 2011-2012                   | Strisce, Racconti e Storie dei Puffi                                                                                                  | 10          | Black Velvet Editrice                          |
| 2013                        | Storie dei Puffi e Pufferie |             | RW Edizioni                                    |
| 2013                        | I Puffi L'Integrale 1 | -           | RW Edizioni                                    |
| 2014                        | John e Solfamì L'Integrale 1 | -           | RW Edizioni                                    |
| 2014                        | I Puffi L'Integrale 2 | -           | RW Edizioni                                    |
| 2015                        | John e Solfamì L'Integrale 2 | -           | RW Edizioni                                    |
| 2015                        | John e Solfamì L'Integrale 4 | -           | RW Edizioni                                    |
| 2017                        | I Puffi e la foresta proibita | -           | RW Edizioni                                    |
| 2017-2018                   | I Puffi | 40          | La Gazzetta del Sport con RW Edizioni          |